# Saison 2015 de Sébastien Loeb en sport automobile
2014 2016
Sébastien Loeb entame en 2015 sa seconde saison dans le Championnat du monde des voitures de tourisme aux côtés de José María López, Yvan Muller et de Ma Qing Hua, tous réunis sous la bannière de Citroën Racing. Démontrant un potentiel indéniable dans la discipline, il signe sa première pole position validée officiellement et double son score de victoires enregistré l'année précédente, tandis que ses performances en hausse lui permettent de disputer le rang de vice-champion du monde à Muller jusqu'à la dernière manche du calendrier. Parallèlement à ce programme principal, il fait un retour ponctuel en WRC dans le cadre du rallye Monte-Carlo sur invitation de la marque aux chevrons, et poursuit ses piges annuelles sur circuit en prenant part à quelques manches du Championnat de France de Supertourisme et de la Porsche Supercup. Il fait enfin ses premiers pas en rallye-raid en intégrant le programme officiel de Peugeot Sport dévolu à cette discipline, concrétisés par un engagement dans le rallye du Maroc.

## 83eRallye Automobile Monte-Carlo
Près de dix-huit mois après sa dernière apparition en WRC et sa retraite annoncée, Sébastien Loeb répond favorablement à l'invitation de Citroën pour une participation au rallye Monte-Carlo, manche d'ouverture de la saison 2015, envisagée dans le cadre du lancement de la marque DS du groupe PSA. Septuple vainqueur de l'épreuve, l'Alsacien retrouve son copilote Daniel Elena au volant d'une DS3 WRC et se voit nominer aux côtés du Britannique Kris Meeke pour marquer des points Constructeurs : « Mon ambition est d'être compétitif, mais il faut garder à l'esprit que je n'ai pas roulé depuis plus d'un an. À chaque fois que je suis au départ d'une course, je donne le meilleur de moi-même. Ce sera encore le cas et si on peut se battre pour la victoire, tant mieux ! »,. Évoluant sur des spéciales regroupées principalement dans les Hautes-Alpes qu'il n'avait jamais disputées durant sa carrière professionnelle et héritant d'une voiture techniquement limitée en comparaison de la nouvelle référence que constitue la Volkswagen Polo R WRC, il crée la surprise en signant le premier scratch avec trente secondes d'avance et s'empare des commandes. Il conserve la tête à l'entame de la deuxième étape mais subit progressivement son ordre de passage pénalisant lui imposant de s'élancer sur une piste rendue boueuse par les pilotes précédents : « J'ai parfois dû vraiment me battre, c'était très boueux. On a beaucoup subi les conditions de route très dégradées. Il faut prendre des risques pour faire un chrono comme ça. On perd tout ce qu'on avait gagné. On savait qu'avec une route comme ça on ne pouvait pas se battre à la régulière. Les conditions de route font la différence. ». Il heurte finalement une pierre dans une partie verglacée du huitième secteur chronométré qui endommage une suspension et le contraint à l'abandon,,. Reparti le lendemain dans le cadre du règlement Rally 2, le nonuple champion du monde est relégué en quinzième position du général et entame une remontée dans l'optique du championnat Constructeurs disputé par la marque aux chevrons en effectuant des choix de pneus risqués finalement peu payants. Il s'adjuge deux temps scratchs supplémentaires et franchit la ligne d'arrivée à la huitième place du classement final : « Clairement, j’aurais préféré me battre pour la victoire jusqu'au bout. Mais ce petit retour en WRC reste très positif. Tout d’abord au niveau de la compétitivité puisque nous avons été les meilleurs performeurs avec Daniel. Mais aussi au niveau du plaisir, au volant bien sûr avec une DS3 WRC qui a évolué et avec laquelle je me suis amusé, ainsi qu’au niveau de l’ambiance générale. C’était super de voir autant de spectateurs sur les routes et autant de monde sur le parc d’assistance. Il n’y a rien de prévu me concernant pour l’avenir, mais mon plaisir en rallye n’a pas changé. »,,,.
| Étape   | Jour   | E.S. | Heure   | Nom                                            | Distance | Clas. Spé.       | Temps            | Vit. Moy.        | Clas. |
| ------- | ------ | ---- | ------- | ---------------------------------------------- | -------- | ---------------- | ---------------- | ---------------- | ----- |
| Étape 1 | 22 jan | SS1  | 20 h 21 | Entrevaux – Rouaine                            | 21,31 km | 1er              | 15 min 53 s 5    | 80,5 km/h        | 1er   |
| Étape 1 | 22 jan | SS2  | 21 h 29 | Norante – Digne-les-Bains                      | 19,68 km | 3e               | 14 min 14 s 7    | 82,9 km/h        | 1er   |
| Étape 2 | 23 jan | SS3  | 9 h 56  | La Salle-en-Beaumont – Corps 1                 | 15,84 km | 1er              | 10 min 23 s 9    | 91,4 km/h        | 1er   |
| Étape 2 | 23 jan | SS4  | 10 h 29 | Aspres-lès-Corps – Chauffayer 1                | 25,81 km | 4e               | 15 min 34 s 0    | 99,5 km/h        | 1er   |
| Étape 2 | 23 jan | SS5  | 11 h 07 | Les Costes – Saint-Julien-en-Champsaur 1       | 25,40 km | 4e               | 15 min 35 s 3    | 97,8 km/h        | 1er   |
| Étape 2 | 23 jan | SS6  | 14 h 38 | La Salle-en-Beaumont – Corps 2                 | 15,84 km | 1er              | 10 min 26 s 1    | 91,1 km/h        | 1er   |
| Étape 2 | 23 jan | SS7  | 15 h 11 | Aspres-lès-Corps – Chauffayer 2                | 25,81 km | 5e               | 14 min 52 s 0    | 104,2 km/h       | 2e    |
| Étape 2 | 23 jan | SS8  | 15 h 49 | Les Costes – Saint-Julien-en-Champsaur 2       | 25,40 km | Rally 2          | Rally 2          | Rally 2          | 15e   |
| Étape 3 | 24 jan | SS9  | 9 h 16  | Prunières – Embrun 1                           | 19,93 km | Spéciale annulée | Spéciale annulée | Spéciale annulée | 15e   |
| Étape 3 | 24 jan | SS10 | 10 h 49 | Lardier-et-Valença – Faye                      | 51,70 km | 3e               | 31 min 23 s 1    | 98,8 km/h        | 12e   |
| Étape 3 | 24 jan | SS11 | 13 h 55 | Prunières – Embrun 2                           | 19,93 km | 1er              | 10 min 42 s 4    | 111,7 km/h       | 9e    |
| Étape 3 | 24 jan | SS12 | 15 h 43 | Sisteron – Thoard                              | 36,85 km | 9e               | 25 min 21 s 2    | 87,2 km/h        | 9e    |
| Étape 4 | 25 jan | SS13 | 9 h 35  | Col Saint-Jean – Saint-Laurent 1               | 10,16 km | 2e               | 6 min 34 s 8     | 92,6 km/h        | 9e    |
| Étape 4 | 25 jan | SS14 | 10 h 50 | La Bollène-Vésubie – Sospel                    | 31,66 km | 1er              | 22 min 27 s 3    | 84,6 km/h        | 8e    |
| Étape 4 | 25 jan | SS15 | 12 h 08 | Col Saint-Jean – Saint-Laurent 2 (Power Stage) | 10,16 km | 2e               | 6 min 30 s 7     | 93,6 km/h        | 8e    |

## Championnat du monde des voitures de tourisme
Sébastien Loeb poursuit en 2015 son aventure dans le championnat WTCC aux côtés de la marque aux chevrons. La formation engagée par l'écurie française demeure inchangée avec, en sus de l'Alsacien, le nouveau champion du monde de la discipline José María López, son compatriote Yvan Muller ainsi que le pilote chinois Ma Qing Hua, désormais titulaire d'un programme complet. Une cinquième Citroën C-Élysée, destinée in fine au Marocain Mehdi Bennani, est également confiée à la structure privée du nonuple champion du monde des rallyes Sébastien Loeb Racing qui entame par cette voie son baptême dans une série mondiale. Troisième du classement final derrière ses deux coéquipiers au terme de sa première saison en courses de tourisme, Loeb entend se servir de l'expérience acquise pour améliorer ses résultats et se donne des objectifs plus ambitieux : « Pour résumer mon sentiment actuel, j’ai tout simplement hâte d’être en Argentine, de débuter cette saison 2015 et de retrouver l’adrénaline de la compétition ! Je ne suis plus rookie en WTCC, j’ai certainement moins de choses à découvrir qu’il y a douze mois, mais je dois dire que j’ai toujours quelques petites incertitudes dans un coin de l’esprit. Bien sûr, j’ai terminé troisième du championnat, j’ai pu gagner et faire des podiums, mais je pense que la concurrence a progressé et on ne peut pas écarter l’idée que nous ne serons pas forcément aussi dominateurs qu’en début de saison dernière. Il y aura une grosse compétitivité en général, entre les Citroën C-Élysée en particulier. Yvan Muller a toujours été la référence du Tourisme et Pechito López a été impressionnant l’an dernier. Battre ces deux pilotes, ce ne sera pas facile ! J’espère que l’expérience emmagasinée en 2014 me sera utile. Elle me permettra sans doute de progresser, notamment dans les bagarres au cœur du peloton. Est-ce que cela sera suffisant ? Je ne peux pas répondre aujourd'hui. Quoi qu’il en soit, je veux me battre pour gagner, je ne peux pas le cacher ! Après avoir terminé troisième du classement final dès ma première saison, je vise plus haut. C’est dans mon tempérament. Mon objectif est toujours la première place et ça ne changera pas. Cela ne veut pas dire que je ne suis pas conscient que la mission est compliquée. Yvan a une vingtaine d’années d’expérience en Tourisme, sans compter la monoplace et je suis certain qu’il sera ultra-motivé ! Pechito a toujours couru sur circuit. Moi, j’ai fait ton mon parcours en rallye donc il faut combler tout ce chemin en très peu de temps et c’est difficile. ». Le championnat poursuit quant à lui son évolution avec la suppression officielle de la catégorie transitoire TC2 pour ne conserver que les voitures de la catégorie reine, désormais au nombre de vingt,. Le calendrier reste fixé à douze meetings mais connaît un profond remaniement avec la substitution de trois d'entre elles, dont le rendez-vous de Macao présent depuis la résurrection de la série en 2005, et l'introduction de nouveaux circuits pour d'autres. Les essais officiels de pré-saison ont lieu le 13 février 2015 à Barcelone. Sébastien Loeb y réalise le meilleur temps, près de neuf dixièmes de mieux que Mehdi Bennani sur une autre C-Élysée,.

### Race of Argentina 2015
Le coup d'envoi de la saison a lieu le premier week-end de mars en Argentine, un mois plus tôt que l'année précédente, sur l'Autódromo Termas de Río Hondo.
Dans des conditions humides rendant l'adhérence précaire et instable, Sébastien Loeb signe le meilleur temps de la séance de test du vendredi devant ses deux principaux coéquipiers,. José María López domine les essais libres disputés le lendemain en monopolisant le haut de la feuille des temps, l'Alsacien se classant respectivement quatrième et huitième des deux sessions sur une piste s'asséchant progressivement : « Après plusieurs jours à Buenos Aires puis Córdoba, pour différentes opérations avec Citroën, le meeting a bien débuté. Dans des conditions changeantes, j’ai signé le meilleur temps de la séance du vendredi. De quoi débuter sur une bonne dynamique. Les essais libres du samedi ont été plus compliqués. On s’est un peu cherché au niveau des réglages et notamment sur le travail des pneumatiques. »,.
Les quatre Citroën C-Élysée officielles engagées exhibent leur pointe de vitesse à l'entame des qualifications en signant de solides chronos dès leur premier tour lancé. Robert Huff créé la surprise en signant la meilleure marque de la première session au volant de la nouvelle Lada Vesta, dont le développement fut achevé seulement quelques semaines auparavant par Oreca. Loeb se classe troisième à moins de deux dixièmes du Britannique puis enregistre le cinquième temps de la séance suivante, dernière position permettant d'accéder à la Q3 rémunératrice de points. Premier à s'élancer, il enchaîne le début du tracé sur un rythme soutenu avant de commettre une erreur dans le dernier secteur, le privant de la première ligne. Il terminera troisième du classement final des essais qualificatifs derrière ses deux coéquipiers José María López et Yvan Muller : « La qualification a été un peu dans la continuité. J’arrive à atteindre la Q3. Dans mon tour chrono, je commets une erreur et je réalise le troisième temps. Hormis Pechito, tout le monde a fait des fautes. Je pense que la première ligne était clairement jouable, mais pas la pole. ».
L'Alsacien parvient à conserver son rang au départ de la première course en esquivant une tentative de débordement de Ma Qing Hua et reste au contact de López et Muller. Après quelques attaques infructueuses portées sur son compatriote dans les premiers tours, le nonuple champion du monde assagit son rythme et décide d'assurer sa place sur le podium. Les positions de tête demeureront inchangées jusqu'à l'arrivée : « Dimanche, pour la première course, je prends un départ correct, tout comme Pechito et Yvan. Ils se frottent un peu et moi je regarde s’il y a un coup à jouer mais les positions sont restées inchangées. Quand on est tous les trois, on sait qu’il est difficile de se doubler. À l’aspiration, on dégrade le train avant et petit à petit j’ai donc lâché un peu de terrain. Je n’étais pas en danger donc j’ai géré, la troisième place étant satisfaisante pour démarrer la saison. ».
Huitième sur la grille de la deuxième course, Loeb réussit son départ et parvient à gagner plusieurs places en se faufilant dans le peloton au moment de la phase d'accélération. Il tente l'intérieur dans le premier virage puis dépasse coup sur coup Tom Coronel et Gabriele Tarquini pour se hisser en seconde position derrière son coéquipier Ma Qing Hua. Sorti trop large dans un virage, le pilote chinois cède le leadership à l'Alsacien avant la fin du premier tour. Poursuivant son effort sur un rythme offensif, Loeb s'échappe progressivement en tête, construisant une avance de plusieurs secondes sur ses poursuivants. La sortie du Safety Car, déclenchée par un accident impliquant Coronel et Stefano D'Aste, réduit finalement sa marge à néant quelques minutes plus tard. Le Français parvient à conserver son rang au moment de la réinitialisation de la course tandis que Ma se voit contraint d'effectuer un passage éphémère par les stands pour évacuer des débris obstruant son radiateur. Jusqu'alors quatrième, López profite de la situation pour accéder à la deuxième place après un dépassement réussi sur Tarquini. Loeb parviendra à défendre sa position face au champion du monde argentin jusqu'à la ligne d'arrivée, décrochant ainsi sa troisième victoire dans la discipline ainsi que le meilleur tour en course : « Je partais huitième de la deuxième course et j’ai réalisé un bon envol. Comme toujours, ça a pas mal bougé dans le peloton et j’ai réussi à me frayer un chemin. J’ai bien préparé le virage qui conditionne la longue ligne droite et je me suis rapidement retrouvé aux avant-postes. J’ai vu qu’il n’y avait que Ma devant moi. Il a commis une petite erreur et je n’ai pas manqué l’occasion de passer en tête. Quand j’ai vu le Safety Car entrer, je n’étais donc pas particulièrement ravi, d’autant que je savais que Pechito n’était pas très loin. Ce n’est pas forcément la position la plus confortable quand on est sur un circuit qu’il connait si bien ! J’ai attaqué au restart, que j’ai bien géré, et j’ai essayé de le garder à distance. J’y suis parvenu pour décrocher la victoire ! »,,.
| Date       | Heure   | Phase            | Temps           | Tours | Écart    | Clas. |
| ---------- | ------- | ---------------- | --------------- | ----- | -------- | ----- |
| 6 mar      | 10 h 00 | Tests            | 1 min 54 s 132  | 9     | -        | 1er   |
| 7 mar      | 8 h 45  | Essais Libres 1  | 1 min 48 s 910  | 11    | +0 s 882 | 4e    |
| 7 mar      | 11 h 00 | Essais Libres 2  | 1 min 47 s 976  | 11    | +1 s 387 | 8e    |
| 7 mar      | 15 h 00 | Qualifications 1 | 1 min 47 s 056  | 5     | +0 s 178 | 3e    |
| 7 mar      | 15 h 35 | Qualifications 2 | 1 min 46 s 641  | 2     | +0 s 833 | 5e    |
| 7 mar      | 16 h 00 | Qualifications 3 | 1 min 47 s 061  | 3     | +1 s 600 | 3e    |
| 8 mar      | 15 h 15 | Course 1         | 23 min 32 s 560 | 13    | +7 s 500 | 3e    |
| 8 mar      | 16 h 30 | Course 2         | 29 min 33 s 508 | 15    | -        | 1er   |
| Sources, : |         |                  |                 |       |          |       |

### Eurodatacar Race of Morocco 2015
La saison 2015 du championnat WTCC reprend son cours six semaines plus tard au Maroc sur le tracé urbain du circuit Moulay El Hassan.
Sébastien Loeb achève la session de test du vendredi en septième position, affichant un déficit de plus d'une seconde par rapport au temps de référence établi par José María López. L'Alsacien monte progressivement en puissance en se classant deuxième des deux séances d'essais libres disputées le lendemain, réduisant l'écart sur López, toujours dominateur, aux alentours d'un dixième : « Après les premiers tests, vendredi, qui avaient été satisfaisants, les deux séances d’essais libres ont été positives samedi matin. Les feelings au volant étaient plutôt bons et j’abordais avec confiance les qualifications. »,.
Les qualifications se déroulent quelques heures plus tard sur une piste poussiéreuse, favorisant un phénomène d'amélioration continue des chronos au fur et à mesure des passages et du gommage du revêtement. Loeb signe le cinquième temps provisoire de la première session après une première sortie de trois tours effectuée sur des pneus usés. Rétrogradant progressivement jusqu'au huitième rang, il ressort des stands pour une seconde tentative chaussé de gommes neuves et enregistre le meilleur chrono, amélioré successivement par López, Yvan Muller puis Ma Qing Hua juste avant la clôture pour un écart d'une demi-seconde. De nouveau cinquième au classement provisoire de la deuxième séance, il patiente jusqu'au dernier tiers du temps imparti pour effectuer une nouvelle sortie et tenter d'améliorer sa performance. Mais le drapeau jaune est agité quelques minutes plus tard en raison de la Chevrolet Cruze en perdition de Tom Coronel, victime d'un problème de boîte de vitesses, obligeant ainsi l'Alsacien à ralentir dans son tour rapide. Auteur du huitième temps, il échoue tout comme Muller à accéder à l'ultime séance rémunératrice de points et se montre également insatisfait du comportement de sa voiture : « J’ai échoué aux portes de la Q3. Je n’ai pas retrouvé l’auto que j’avais le matin et je n’ai pas réussi à faire un tour suffisamment rapide. Même si les écarts étaient vraiment très serrés et que j’ai longtemps été dans le Top 5 synonyme de Q3, il en a manqué un peu et j’étais déçu de cette huitième place. Nous avons bien débriefé pour comprendre ce qui s’était passé et ce que nous devions changer pour le lendemain. À ce sujet, les membres du Citroën Racing ont fait un super job. Sachant que plusieurs pilotes étaient pénalisés, j’ai gagné quelques rangs sur la grille de la Course 1 donc la qualification a eu moins de conséquences négatives que prévues. ».
La grille de la première course est sujette à des bouleversements importants en raison de pénalités de rétrogradation infligées à près de la moitié des concurrents pour sanctionner des changements de moteur ou des incidents survenus lors de la première manche de la saison. Héritant par ce fait de la cinquième place, Loeb opte pour l'extérieur de la piste au moment du départ et prend le dessus sur Tiago Monteiro à l'accélération puis dépasse Mehdi Bennani dans la première chicane. Désormais troisième, l'Alsacien adopte une position défensive face aux attaques portées par le Marocain et perd progressivement le contact avec ses deux coéquipiers López et Ma. Bennani parvient momentanément à prendre l'avantage à mi-course mais, ayant coupé une chicane dans la manœuvre, est aussitôt contraint de rendre la position au nonuple champion du monde. Le classement de tête restera dès lors inchangé jusqu'à l'arrivée à l'issue de laquelle Citroën signe un quintuplé inédit : « J’étais un peu remonté au moment du départ et j’ai pris un bon envol. Je suis rapidement remonté à la troisième place, avant de devoir défendre ma position devant Mehdi Bennani, pilote du… Sébastien Loeb Racing. Mehdi a fait une belle course et j’ai vraiment dû m'employer pour rester devant. Ce podium, compte tenu des circonstances, était bon à prendre. »,,.
Troisième sur la grille de la deuxième course, Loeb dépasse Tom Coronel dans son élan initial tout en esquivant la tentative de débordement de Monteiro. Sortant de la première chicane en seconde position, il garde le contact sur Yvan Muller, parti en pole, et porte plusieurs attaques sur son compatriote. L'écart entre les deux hommes restera inférieur à la seconde jusqu'au drapeau à damiers, Loeb ne parvenant pas à trouver une ouverture suffisante face au quadruple champion du monde de la discipline : « Le départ de la Course 2 a été mouvementé mais j’ai réussi à ne pas me faire prendre dans les ennuis. J’étais ensuite deuxième derrière Yvan Muller. Je pense que j’étais un peu plus rapide, mais je n’ai jamais trouvé l’ouverture. Yvan n’est pas quatre fois champion du monde dans la discipline pour rien, il a bien joué le coup et n’a commis aucune erreur. J’aurais voulu la victoire mais c’était compliqué de porter une attaque gagnante. »,,.
| Date       | Heure   | Phase            | Temps           | Tours        | Écart        | Clas.        |
| ---------- | ------- | ---------------- | --------------- | ------------ | ------------ | ------------ |
| 17 avr     | 12 h 00 | Tests            | 1 min 46 s 279  | 11           | +1 s 445     | 7e           |
| 18 avr     | 8 h 15  | Essais Libres 1  | 1 min 44 s 225  | 12           | +0 s 168     | 2e           |
| 18 avr     | 10 h 15 | Essais Libres 2  | 1 min 43 s 646  | 11           | +0 s 106     | 2e           |
| 18 avr     | 12 h 30 | Qualifications 1 | 1 min 44 s 185  | 8            | +0 s 533     | 4e           |
| 18 avr     | 13 h 05 | Qualifications 2 | 1 min 44 s 150  | 7            | +0 s 757     | 8e           |
| 18 avr     | 13 h 30 | Qualifications 3 | Non qualifié    | Non qualifié | Non qualifié | Non qualifié |
| 19 avr     | 16 h 15 | Course 1         | 24 min 36 s 294 | 14           | +4 s 492     | 3e           |
| 19 avr     | 17 h 30 | Course 2         | 24 min 22 s 807 | 14           | +0 s 552     | 2e           |
| Sources, : |         |                  |                 |              |              |              |

### MOL Group Race of Hungary 2015

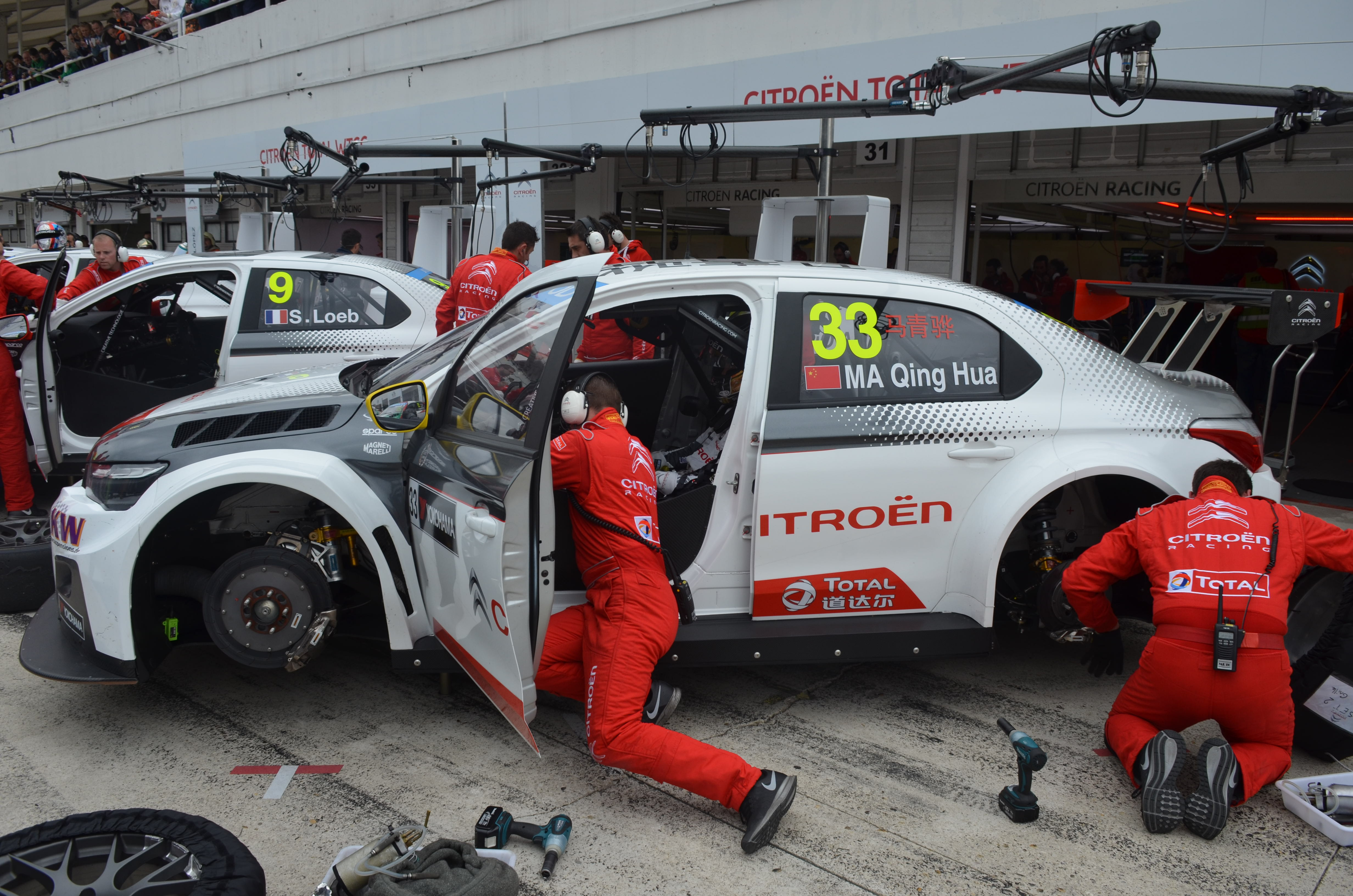
Les Citroën C-Élysée de Sébastien Loeb et Ma Qing Hua dans les stands du Hungaroring au moment des préparatifs précédant le coup d'envoi de la deuxième course du meeting.

Organisé le premier week-end de mai 2015, le meeting hongrois disputé sur le circuit du Hungaroring marque l'ouverture de la tournée européenne du calendrier mondial en amorçant une série de six manches consécutives localisées sur le continent. Calculé sur deux épreuves glissantes, le système de compensation de poids est également appliqué pour la première fois de la saison, affectant le lest maximal réglementaire de 60 kg à toutes les voitures de la marque aux chevrons tandis que celui des concurrentes demeure inchangé.
En l'absence de la traditionnelle session de test du vendredi, les différents participants entament leur rodage par les essais libres sur une piste fortement détrempée en raison d'averses persistantes. Victime d'une sortie de route dès la sortie des stands, Sébastien Loeb endommage significativement sa Citroën C-Élysée et se voit dans l'incapacité à reprendre la route, perdant ainsi le bénéfice des trente minutes de roulage de la première séance pour travailler sur le Set-Up de sa voiture. Les mécaniciens de la marque aux chevrons parviennent à la remettre en état pour le départ de la deuxième session à l'issue de laquelle l'Alsacien se classe huitième, près de deux secondes en deçà du temps de référence établi par José María López : « Les essais étant limités à deux sessions libres, il fallait vite se mettre dans le rythme. Malheureusement je suis parti en luge sous la pluie dès les premières minutes et j’ai abîmé l’auto. J’ai raté une demi-heure de roulage et consacré la deuxième séance à une prise de repères. ».
Les qualifications se déroulent quelques heures plus tard sur une piste asséchée. La première séance est rapidement suspendue par un accident de Gabriele Tarquini. Loeb signe le troisième temps provisoire peu avant la clôture avant d'être successivement surpassé par Hugo Valente, Tiago Monteiro et Robert Huff pour finir au sixième rang, quinze dixièmes derrière la meilleure marque d'Yvan Muller. Il poursuit ses efforts et hausse progressivement son rythme en se classant troisième de la deuxième session à un dixième de ses deux coéquipiers. Qualifié pour l'ultime séance rémunératrice de points, il rate son lancement à la fin de son tour de prise d'élan et commet une erreur dans le premier virage. Il se classe quatrième à sept dixièmes de Muller, auteur de la pole : « En Q3, je commets une petite faute qui me coûte cher : je mets une roue sur la ligne blanche, encore humide, dans le virage qui conditionne la ligne droite et je perds toute ma vitesse. Pour quelques millièmes seulement, j’échoue de plus à la quatrième place. Le point positif, c’est que j’avais une voiture qui me plaisait bien. ».
La première course a lieu le lendemain sur une piste à nouveau détrempée. Quatrième sur la grille, Loeb se fait dépasser par Ma Qing Hua dans les premiers mètres mais parvient à prendre le dessus sur la Chevrolet Cruze de Valente. Il tente de reprendre son rang en réalisant l'intérieur sur son coéquipier dans le premier virage lorsque le pilote chinois ressert sa trajectoire et percute la voiture de l'Alsacien. Splitter endommagé, Loeb perd momentanément le contrôle de sa C-Élysée sous l'effet du choc et rétrograde à la sixième place derrière Monteiro. Le tracé du Hungaroring limitant les occasions de dépassement par sa typologie, le classement de tête restera inchangé jusqu'au drapeau à damiers : « Honnêtement, mon départ en Course 1 n’a pas été terrible. Je me suis emmêlé dans la procédure de départ. À l’approche du premier virage, je n’étais pas si mal mais je touche Ma Qing Hua et j’endommage le Splitter avant. Je perds deux places et je me retrouve sixième, sans être en mesure de remonter mes adversaires. ».
Septième au départ de la deuxième course, l'Alsacien prend le dessus sur Ma dans la phase d'accélération et contient la tentative de débordement de López par l'extérieur. Il dépasse Huff dans le premier virage avant que le Britannique ne parte en tête-à-queue puis se hisse en cinquième position. Il conservera son rang jusqu'à l'arrivée après avoir porté plusieurs attaques sur Monteiro, le circuit hongrois contribuant une fois encore à figer le classement : « Mon départ est correct, j’arrive à gagner quelques positions pour passer rapidement cinquième. J’étais proche de Tiago Monteiro mais il n’a pas commis de faute et doubler sur le Hungaroring est compliqué. Dans le même temps, je devais surveiller Pechito et j’ai réussi à rester devant. »,.
| Date       | Heure   | Phase            | Temps           | Tours | Écart     | Clas. |
| ---------- | ------- | ---------------- | --------------- | ----- | --------- | ----- |
| 2 mai      | 9 h 00  | Essais Libres 1  | Pas de temps    | 0     | -         | -     |
| 2 mai      | 11 h 30 | Essais Libres 2  | 2 min 13 s 412  | 12    | +1 s 906  | 8e    |
| 2 mai      | 14 h 30 | Qualifications 1 | 1 min 50 s 753  | 8     | +1 s 484  | 6e    |
| 2 mai      | 14 h 55 | Qualifications 2 | 1 min 49 s 281  | 5     | +0 s 110  | 3e    |
| 2 mai      | 15 h 10 | Qualifications 3 | 1 min 49 s 572  | 3     | +0 s 724  | 4e    |
| 3 mai      | 13 h 30 | Course 1         | 24 min 25 s 970 | 13    | +14 s 102 | 6e    |
| 3 mai      | 14 h 40 | Course 2         | 26 min 11 s 602 | 14    | +11 s 235 | 5e    |
| Sources, : |         |                  |                 |       |           |       |

### Race of Germany 2015
Absent du calendrier mondial depuis la saison 2011, le meeting germanique fait son retour sur le circuit de la Nordschleife en support des 24 Heures du Nürburgring, constituant ainsi la première épreuve organisée par la FIA sur ce tracé atypique de 25 km depuis le championnat ETCC de 1983. Une séance d'essais officielle rassemblant la totalité des écuries y est organisée le 28 avril 2015. Sébastien Loeb enregistre la troisième marque de la session du matin derrière ses deux coéquipiers Ma Qing Hua et José María López, puis améliore son temps de référence l'après-midi même en accrochant la deuxième place et réduisant l'écart sur le champion du monde argentin,.
La compétition se déroule deux semaines après les événements du Hungaroring en maintenant inchangées les valeurs de compensation de poids entre les voitures. L'Alsacien se classe deuxième de la séance de tests du jeudi à moins de huit dixièmes de López. Les Lada Vesta de Robert Huff et Jaap Van Lagen créent la surprise le lendemain en dominant les premiers essais libres, disputés sur une piste détrempée enveloppée de brouillard. Devançant tous les autres pilotes Citroën, Loeb y réalise le huitième temps. Il termine la seconde session disputée quelques heures plus tard à la troisième place, devancé par López et Hugo Valente : « Le week-end a plutôt bien commencé avec le deuxième chrono. L'idée était de se mettre le plus rapidement possible dans le rythme même si, sur ce circuit, ce n'est pas facile. Et ce d'autant plus qu'on ne peut pas faire plus de cinq tours en une heure. La voiture se comportait bien donc j’étais plutôt satisfait. Le lendemain, nous savions que les premiers essais libres ne seraient pas déterminants avec de la pluie, peu de visibilité, et des conditions que nous n'allions pas retrouver ensuite. La dernière répétition avant la qualification s'est donc limitée à trois boucles supplémentaires, et toujours cette problématique de prendre confiance en peu de temps. On a confirmé les réglages et le bon niveau de performance… ».
La longueur inhabituelle du tracé de L'Enfer Vert bouleverse le format traditionnel des qualifications découpé en trois parties en le substituant par une unique séance de soixante minutes au cours de laquelle les pilotes se voient attribuer trois trains de pneus neufs et la liberté d'effectuer autant de tentatives que possible. Loeb se classe respectivement cinquième puis deuxième au terme de ses deux premiers tours lancés mais commet plusieurs erreurs lors de son dernier essai en mordant sur le bas-côté, échouant ainsi à améliorer son temps au moment où le revêtement de la piste offrait les meilleures performances. Il enregistre le troisième chrono final derrière López et Valente : « Je visais la première ligne lors des qualifications et malheureusement j’ai commis une ou deux petites erreurs dans ma troisième et dernière tentative. Tout le monde a amélioré et j'ai dû me contenter du troisième temps. ».
Le départ de la première course est donné le samedi matin. Troisième sur la grille, Loeb prend le dessus sur Valente dans la phase d'accélération et contient une tentative de débordement de Norbert Michelisz. Occupant la seconde position en sortie du premier virage, il parvient à conserver son rang durant les trois tours programmés, franchissant la ligne d'arrivée dans le sillage de José María López : « J'ai pris un bon départ dans la course 1. Je me suis placé où il fallait, j’ai pu passer deuxième derrière Pechito. Derrière lui, j’ai regardé s’il y avait une opportunité mais à la fin du premier tour j’ai vu que je n’aurais pas de possibilité de dépassement. Pas sur ce circuit et en étant aussi proche. J’ai donc géré la suite de cette course, avec une certaine sagesse puisque mes rivaux étaient à bonne distance, les écarts étant établis. ».
Huitième au départ de la deuxième manche, l'Alsacien prend le dessus sur Michelisz et Ma Qing Hua lors de son élan initial avant de se faire tasser au moment d'aborder la première chicane. Relégué de nouveau au huitième rang, il doit attendre la fin du premier tour pour trouver l'ouverture sur Tom Coronel en raison de l'étroitesse de la piste limitant significativement les possibilités de dépassement. Il gagne une position supplémentaire dans la dernière boucle en profitant de la sortie de route de Ma puis parvient à prendre l'aspiration sur Mehdi Bennani dans la ligne droite de Döttinger Höhe. Il est alors cinquième lorsqu'il passe sous le drapeau à damiers quelques centaines de mètres plus loin : « Je pense avoir pris un très bon envol dans la course 2. Je me décale sur la droite, mais dans le deuxième virage je me retrouve derrière Mehdi Bennani qui est lui-même bouchonné. Pechito se retrouve à côté de moi, c'est un peu viril dans le peloton, je suis tassé et je mets une ou deux roues dans l'herbe. Ça a conditionné le premier tour et le reste de la course car j'ai un peu manqué le bon wagon. J'arrive ensuite à dépasser, mais toujours à contretemps de certains rivaux et je dois attendre le dernier tour pour passer Mehdi. Je finis cinquième, mais je pense vraiment que le podium était plus que jouable. »,.
| Date       | Heure   | Phase           | Temps           | Tours | Écart     | Clas. |
| ---------- | ------- | --------------- | --------------- | ----- | --------- | ----- |
| 14 mai     | 11 h 30 | Tests           | 8 min 41 s 980  | 5     | +0 s 787  | 2e    |
| 15 mai     | 8 h 15  | Essais Libres 1 | 10 min 28 s 317 | 2     | +10 s 336 | 8e    |
| 15 mai     | 11 h 55 | Essais Libres 2 | 8 min 40 s 688  | 4     | +1 s 247  | 3e    |
| 15 mai     | 18 h 20 | Qualifications  | 8 min 39 s 935  | 3     | +2 s 608  | 3e    |
| 16 mai     | 8 h 05  | Warm Up         | 8 min 53 s 677  | 1     | +5 s 211  | 3e    |
| 16 mai     | 11 h 15 | Course 1        | 26 min 07 s 480 | 3     | +4 s 930  | 2e    |
| 16 mai     | 12 h 15 | Course 2        | 26 min 20 s 551 | 3     | +3 s 402  | 5e    |
| Sources, : |         |                 |                 |       |           |       |

### Rosneft Race of Russia 2015
Le calendrier mondial s'enchaîne trois semaines plus tard avec le meeting russe, disputé sur le Moscow Raceway. Le resserrement du niveau de performance observé entre les différents modèles de voitures sur les manches précédentes amène au réajustement des lests de poids avec une augmentation significative pour les Honda Civic et les Chevrolet Cruze, tandis que Citroën demeure au niveau maximum.
Sébastien Loeb enregistre le sixième temps de la séance de test du vendredi à environ huit dixièmes de la meilleure marque de Gabriele Tarquini. L'ancien champion du monde italien poursuit sa domination lors des premiers essais libres organisés le lendemain, Loeb accrochant quant à lui la quatrième place à cinq dixièmes. Rencontrant plusieurs difficultés dans la composition du Set-Up de sa voiture, l'Alsacien ne parvient pas à améliorer son chrono lors de la deuxième session et se classe dixième après la rétrogradation de son compatriote Hugo Valente : « Au niveau des chronos, les premiers essais libres ont été intéressants avec la quatrième place, mais je n’ai pas pu confirmer ensuite avec seulement le neuvième temps. On sait que les essais sont parfois trompeurs compte tenu des différentes utilisations des pneumatiques, mais mes feelings n’étaient pas top. Je n’étais pas super à l’aise dans la voiture et cela a de nouveau été le cas lors des qualifications. ».
Les qualifications débutent quelques heures plus tard. Onzième du classement provisoire de la première séance à la moitié du temps imparti, Loeb rejoint les stands pour changer ses gommes usées issues des essais par un train de pneus neufs. Il accroche le septième temps à sept dixièmes de son coéquipier Yvan Muller et accède à la session suivante. Neuvième au terme d'un premier tour chronométré, il commet quelques erreurs et échoue à améliorer sa marque lors de sa seconde tentative. Il est dixième et titulaire potentiel de la pole position comptant pour la deuxième course du week-end lorsque Tiago Monteiro lui subtilise son rang pour sept centièmes dans les dernières secondes de la séance. Non qualifié pour l'ultime session rémunératrice de points, il se voit également priver du système de grille inversée et cède sa deuxième place au championnat Pilotes à Yvan Muller, auteur de la pole : « Malheureusement, je n’ai pas pu passer le cap de la Q2. J’ai remis des pneus neufs dans les derniers instants, mais j’ai commis quelques petites erreurs. J’ai essayé d’en rajouter pour remonter dans le classement mais sur ce circuit de Moscou, il faut rester propre et sur la bonne ligne. Je l’ai payé cash avec le onzième temps. La pire des positions ! Avec un peu de réussite, j’aurais pu être dixième et hériter de la pole dans la deuxième course, mais ça n’a vraiment pas voulu sourire. »,.
Onzième sur la grille de la première course, Loeb prend le dessus sur Hugo Valente et Nick Catsburg lors de la phase d'accélération puis double Monteiro en sortie du premier virage. Le Portugais réintègre son rang par un dépassement réussi lors du troisième tour au moment où l'Alsacien portait plusieurs attaques sur Norbert Michelisz. Le nonuple champion du monde des rallyes conservera sa neuvième place jusqu'à l'arrivée sans parvenir à trouver d'autres ouvertures : « Dans la première course, je remonte assez vite. J’arrive à passer huitième devant Monteiro, qui me repasse. Ensuite, je n’ai jamais pu trouver l’ouverture. Le Moscow Raceway est assez technique et dans les virages qui précèdent la ligne droite, nous avons vraiment souffert de nos 60 kg de lest. J’ai dû me contenter de ce neuvième rang… ».
Toujours onzième au départ de la seconde manche, il dépasse ses deux coéquipiers Yvan Muller et José María López ainsi que Tom Chilton à l'issue du premier virage et pointe en huitième position. Il parvient à prendre le dessus sur Ma Qing Hua au quatrième tour avant que le pilote chinois ne reprenne sa place deux boucles plus loin dans une passe d'armes serrée entre les deux hommes. Loeb gagne une position supplémentaire en profitant de l'accident de Gabriele Tarquini à mi-course et se retrouve contraint de défendre son rang face aux attaques insistantes de Muller. Le quadruple champion du monde de la discipline parvient à trouver l'ouverture au moment où Loeb et Ma entreprennent un dépassement simultané sur Hugo Valente. L'ancien pilote de rallye passera sous le drapeau à damiers en septième position après avoir réussi à prendre l'aspiration sur Valente dans l'avant-dernier tour : « Dans la seconde course, je pars bien et j’arrive à doubler à la fois Pechito et Yvan. Je reviens septième, à la bagarre avec Ma Qing Hua. C’était sympa car animé, mais j’ai peut-être été trop gentil. On s’est passé, repassé, et finalement tout cela a profité à Yvan après un contact d’une autre voiture. »,.
| Date       | Heure   | Phase            | Temps           | Tours        | Écart        | Clas.        |
| ---------- | ------- | ---------------- | --------------- | ------------ | ------------ | ------------ |
| 5 juin     | 12 h 00 | Tests            | 1 min 39 s 315  | 13           | +0 s 855     | 6e           |
| 6 juin     | 8 h 30  | Essais Libres 1  | 1 min 39 s 559  | 13           | +0 s 523     | 4e           |
| 6 juin     | 11 h 00 | Essais Libres 2  | 1 min 39 s 912  | 12           | +1 s 059     | 10e          |
| 6 juin     | 13 h 30 | Qualifications 1 | 1 min 38 s 613  | 7            | +0 s 713     | 7e           |
| 6 juin     | 13 h 55 | Qualifications 2 | 1 min 39 s 139  | 5            | +1 s 050     | 11e          |
| 6 juin     | 14 h 10 | Qualifications 3 | Non qualifié    | Non qualifié | Non qualifié | Non qualifié |
| 7 juin     | 12 h 15 | Course 1         | 27 min 17 s 677 | 16           | +13 s 463    | 9e           |
| 7 juin     | 13 h 25 | Course 2         | 27 min 30 s 932 | 16           | +18 s 010    | 7e           |
| Sources, : |         |                  |                 |              |              |              |

### Race of Slovakia 2015
Le championnat poursuit sa tournée de l'Europe centrale deux semaines plus tard sur le Slovakia Ring, théâtre l'année précédente de la première annulation de course dans l'Histoire du WTCC en raison de fortes intempéries. Le resserrement du niveau de performance entre Citroën et ses concurrents vécu lors des dernières manches conduit à une augmentation du lest embarqué par les Honda Civic et les Chevrolet Cruze pour le porter à un niveau similaire à celui des C-Élysée.
Sébastien Loeb enregistre le huitième temps de la séance de test du vendredi, treize dixièmes derrière le chrono de référence établi par la Lada Vesta du Britannique Robert Huff. Faisant face à des difficultés pour définir le Set-Up de sa voiture, il échoue à améliorer sa marque lors des premiers essais libres, se classant quatorzième à près de deux secondes de José María López. Il retrouve de meilleures sensations lors de la deuxième session après réadaptation de ses réglages et signe le troisième temps à environ seize centièmes de ses deux coéquipiers : « J’ai connu des essais un peu mitigés. Le résultat de la première séance du samedi n’était pas à la hauteur avec un chrono moyen. La deuxième séance a été meilleure, je me suis rapproché du haut du classement. Je me suis pas mal cherché au niveau des réglages, c’était d’ailleurs déjà le cas à Moscou, et en revenant à des solutions plus conventionnelles, j’ai retrouvé une voiture qui me plaît. ».
Quinzième du classement provisoire des qualifications au terme de sa première tentative effectuée sur gommes usagées, l'Alsacien se hisse en sixième position à quelques minutes de la clôture, huit dixièmes derrière López, et accède à la deuxième séance. Il y enregistre le troisième chrono à environ trois dixièmes d'Yvan Muller dès son premier tour chronométré et se qualifie pour l'ultime séance rémunératrice de points. Il se classe à nouveau troisième derrière ses deux coéquipiers en raison de quelques erreurs commises dans le deuxième secteur de la piste : « Pour être tout à fait franc, les qualifications restent un des points à améliorer. Je suis toujours sur le fil, entre trop attaquer et être un peu trop sur la réserve. Je m’en sors bien en Q1 et Q2, mais je fais quelques petites fautes en Q3 qui ne m’ont pas permis d’obtenir mieux que la troisième place sur la grille. Face à Yvan ou Pechito, ce n’était pas suffisant. ».
Il réussit sa prise d'élan initiale au départ de la première course et se porte à la hauteur de José María López à l'issue du premier virage. Bénéficiant de l'intérieur de la courbe ainsi que de l'aspiration générée par la voiture d'Yvan Muller, l'Argentin parvient à conserver l'avantage. Loeb demeure au contact du champion du monde mais, échouant à trouver l'ouverture en dépit de plusieurs tentatives de dépassement, franchit l'arrivée sur la dernière marche du podium : « J’ai pris un bon départ dans la Course 1, et je me trouve côte à côte avec Pechito. Il me donne un petit coup qui déstabilise l’auto, je perds de la vitesse et après c’était logiquement plus compliqué. Avec des voitures si proches, c’est difficile de dépasser. J’ai essayé de mettre la pression mais l’ouverture ne s’est pas présentée. ».
Huitième sur la grille de la deuxième course, l'Alsacien effectue un départ peu commun et double plusieurs concurrents lors de la phase d'accélération tout en prenant l'ascendant sur ses coéquipiers. Il se hisse en seconde position en réalisant l'intérieur sur Jaap Van Lagen dans le premier virage avant de se lancer à l'offensive du leader Gabriele Tarquini. Il prend finalement le dessus sur l'ancien champion du monde italien un tour plus tard en optant pour une trajectoire extérieure au bout de la ligne droite des stands et se porte en tête. Il creuse une avance de plusieurs secondes sur López et Muller, signant au moment de son échappée le meilleur tour en course, et conserve son rang jusqu'au drapeau à damiers pour signer sa deuxième victoire de la saison : « Je me suis à nouveau bien élancé dans la Course 2. Je me faufile bien, je choisis le bon côté et je passe du huitième au deuxième rang à la sortie du premier virage. Après je savais que la clé était de doubler Tarquini. Je ne voulais pas voir Pechito ou Yvan revenir sur moi. J’ai attaqué fort et j’ai réussi à passer. Je n’ai pas relâché, j’ai vraiment poussé pour creuser l’écart et ne pas les voir dans mes rétros. C’était un exercice de concentration et, au final, le rythme était bon, voire plus élevé qu’eux puisque j’ai réussi à avoir une bonne marge. Tout s’est déroulé au mieux. »,,.
| Date       | Heure   | Phase            | Temps           | Tours | Écart    | Clas. |
| ---------- | ------- | ---------------- | --------------- | ----- | -------- | ----- |
| 19 juin    | 13 h 10 | Tests            | 2 min 06 s 325  | 11    | +1 s 358 | 8e    |
| 20 juin    | 9 h 35  | Essais Libres 1  | 2 min 06 s 843  | 10    | +1 s 642 | 14e   |
| 20 juin    | 12 h 00 | Essais Libres 2  | 2 min 05 s 220  | 9     | +0 s 163 | 3e    |
| 20 juin    | 15 h 00 | Qualifications 1 | 2 min 04 s 853  | 6     | +0 s 787 | 6e    |
| 20 juin    | 15 h 25 | Qualifications 2 | 2 min 04 s 570  | 4     | +0 s 322 | 3e    |
| 20 juin    | 15 h 40 | Qualifications 3 | 2 min 04 s 583  | 3     | +0 s 847 | 3e    |
| 21 juin    | 12 h 45 | Course 1         | 23 min 21 s 900 | 11    | +2 s 868 | 3e    |
| 21 juin    | 14 h 00 | Course 2         | 23 min 26 s 146 | 11    | -        | 1er   |
| Sources, : |         |                  |                 |       |          |       |

### JVC Kenwood Race of France 2015
Disputée sur le circuit Paul Ricard, la manche française du championnat du monde se déroule une semaine seulement après les événements du Slovakia Ring lors desquels la marque aux chevrons monopolisa l'intégralité des deux podiums. Le niveau de performance ainsi enregistré provoque un abaissement du lest embarqué par les Honda Civic et les Chevrolet Cruze avant l'entame du meeting.
Sébastien Loeb achève la séance de test du vendredi en sixième position, neuf dixièmes derrière la meilleure marque de Gabriele Tarquini. Il signe le quatrième temps des premiers essais libres, à trois dixièmes du chrono de référence établi par Yvan Muller, puis se classe septième de la seconde session, huit dixièmes derrière son coéquipier Ma Qing Hua : « Les essais libres se sont bien passés. Il n’y a vraiment rien de particulier à en dire. Nous avons bien travaillé, dans la sérénité et dans la continuité de la victoire acquise en Slovaquie. Les chronos étaient corrects et je ne me suis pas inquiété des positions, les sensations étant plutôt bonnes. »,.
Les qualifications débutent quelques heures plus tard. Parti sur des gommes usagées lors de la première séance, Loeb pointe en treizième position du classement provisoire à l'issue d'un premier tour chronométré avant de chausser un train de pneus neufs et de se hisser au troisième rang, à environ deux dixièmes de Ma et Muller. Il établit d'entrée le chrono de référence de la deuxième session, qui ne sera battu que de dix-neuf millièmes par José María López dans les dernières secondes précédant la clôture, et accède ainsi à l'ultime séance rémunératrice de points. S'élançant en avant-dernière position, il abaisse la meilleure marque d'Yvan Muller de plus d'un dixième en dominant significativement le troisième secteur de la piste, et conserve cet avantage à l'issue du tour de López pour décrocher sa première pole position validée officiellement dans la discipline : « J’ai fait une bonne Q1 et une bonne Q2. Il fallait concrétiser en Q3. Je pense avoir fait un bon tour, en ne commettant qu’une seule faute. En fait, je suis arrivé un peu trop vite dans le virage du Lac, mais j’ai réussi à rattraper la voiture et, au final, je crois que c’est cet excès d’attaque qui m’a permis de décrocher la pole. Une vraie satisfaction parce que c’est la première de l’année, devant mon public… Et ça montre que je suis bien là. »,.
L'Alsacien parvient à conserver la tête au départ de la première course en devançant d'une courte marge ses trois coéquipiers. Il subit la pression de Muller dans les premiers virages avant de parvenir à imposer son rythme pour se détacher progressivement tandis que son compatriote doit esquiver les attaques de López. Auteur du meilleur tour en course, il porte son avance à plus de six secondes au moment de passer sous le drapeau à damiers, signant sa troisième victoire de la saison en étant resté en tête de bout en bout : « Honnêtement, j’ai pris un départ moyen dans la Course 1. J’ai dû défendre ma position avant de pouvoir creuser l’écart. Je savais que les premiers tours, voire les premiers virages seraient décisifs. J’ai rapidement pris un peu d’air et, avec une piste claire, j’ai pu dérouler. Je me suis calé sur un rythme, j’ai augmenté mon avance régulièrement et tout s’est parfaitement déroulé. L’écart à la fin était plutôt important, donc j’étais vraiment heureux. Comme en Slovaquie, j’ai ajouté la manière au résultat et le faire deux fois de suite, c’est top. Une course sans histoire comme on rêve d’en avoir tous les jours. ».
Dixième sur la grille de la deuxième manche, il prend un départ en demi-teinte mais parvient à gagner plusieurs positions en optant pour une trajectoire extérieure dans le premier virage dont il émerge à la sixième place. Devancé par Ma Qing Hua, il porte plusieurs attaques sur son coéquipier sans parvenir à trouver l'ouverture. Il profite du passage aux stands obligatoire imposé à Mehdi Bennani, auteur d'un faux départ, pour se hisser au cinquième rang avant de heurter frontalement une pile de pneus délimitant une chicane lors de sa passe d'armes l'opposant à son coéquipier. L'aile avant gauche de sa Citroën C-Élysée est détruite sous le choc tandis que les dégâts provoqués sur les parties mécaniques le contraignent à son premier abandon dans la discipline. Ce score vierge consentit le conduit à marquer le pas au classement Pilotes face à ses deux coéquipiers : « La Course 2 a été plus compliquée. Mon départ n’est pas excellent puisque je patine un peu. Je réussi néanmoins à bien me faufiler et je me retrouve dans le bon wagon derrière Ma Qing Hua, pas très loin de Pechito López. Alors que je suivais Ma de très près, je me suis fait piéger dans le quatrième tour. Il est sorti un peu large dans le virage numéro 4, moi aussi, et j’ai vu le marqueur de pneus trop tard. Étant vraiment proche de Ma, j’étais masqué et je n’ai pas pu l’éviter. C’est une erreur stupide qui coûte cher puisque j’ai dû abandonner compte tenu des dégâts sur l’auto. Mathématiquement, je fais donc la mauvaise opération. Sachant que j’étais le plus rapide ce week-end, c’est décevant de terminer le meeting ainsi. »,,.
| Date       | Heure   | Phase            | Temps           | Tours | Écart     | Clas. |
| ---------- | ------- | ---------------- | --------------- | ----- | --------- | ----- |
| 26 juin    | 12 h 00 | Tests            | 1 min 31 s 146  | 16    | +0 s 919  | 6e    |
| 27 juin    | 9 h 00  | Essais Libres 1  | 1 min 31 s 252  | 13    | +0 s 302  | 4e    |
| 27 juin    | 11 h 30 | Essais Libres 2  | 1 min 30 s 845  | 12    | +0 s 816  | 7e    |
| 27 juin    | 15 h 00 | Qualifications 1 | 1 min 30 s 038  | 7     | +0 s 179  | 3e    |
| 27 juin    | 15 h 25 | Qualifications 2 | 1 min 29 s 638  | 5     | +0 s 019  | 2e    |
| 27 juin    | 15 h 40 | Qualifications 3 | 1 min 29 s 245  | 3     | -         | 1er   |
| 28 juin    | 12 h 45 | Course 1         | 24 min 38 s 108 | 16    | -         | 1er   |
| 28 juin    | 14 h 00 | Course 2         | 4 min 44 s 273  | 3     | +13 Tours | Ab.   |
| Sources, : |         |                  |                 |       |           |       |

### Oscaro.com Race of Portugal 2015
Absente la saison précédente, la manche portugaise du mondial fait son retour au sein du calendrier et marque la fin de la tournée européenne avant une trêve estivale de deux mois. Organisée autrefois à Porto, l'épreuve est déplacée pour cette nouvelle édition sur un circuit urbain tracé dans les rues de Vila Real, petite ville de cinquante mille habitants considérée comme le berceau du sport automobile portugais avec l'accueil de compétitions depuis 1931.
Sébastien Loeb enregistre le quatrième temps de la séance de test du vendredi, plus d'une seconde derrière le chrono de référence établi par José María López. Il conserve le même rang lors des premiers essais libres du samedi, réduisant à deux dixièmes l'écart consenti sur la meilleure marque, signée par son coéquipier Yvan Muller. Il monopolise le haut de la feuille des temps durant la quasi-totalité de la deuxième session avant de céder le leadership à López pour moins de trois dixièmes à quelques minutes de la clôture.
Cinquième à l'entame des qualifications, l'Alsacien se hisse en tête dès sa seconde tentative en devenant le premier pilote à passer sous la barre des deux minutes depuis le début de la compétition. Seul López parviendra à améliorer de quatre dixièmes  le temps établi peu avant la fin de la séance, marquée par un encombrement significatif de la piste ayant entravé plusieurs concurrents dans leur élan en raison de l'étroitesse du tracé. Auteur d'un seul tour chronométré, Loeb se classe à nouveau second lors de la deuxième session, moins de trois dixièmes derrière son coéquipier argentin, et accède ainsi à l'ultime séance rémunératrice de points. Avant-dernier à s'élancer, il améliore son record personnel de quatre dixièmes malgré quelques erreurs et signe le meilleur temps provisoire devant Hugo Valente. López décroche la pole position quelques minutes plus tard avec un écart d'environ une demi-seconde.
L'Alsacien parvient à conserver sa deuxième place au départ de la première course, creusant l'écart sur son poursuivant direct Norbert Michelisz dès les premiers tours. La typologie du tracé urbain de Vila Real limitant significativement les possibilités de dépassement, le classement de tête demeurera inchangé jusqu'au drapeau à damiers : « C'était un peu chaud dans la première chicane, car nous avons fait la même erreur en sortant un peu large. Ensuite, j’essayais de rester au contact, mais les écarts ont augmenté car Pechito était un peu plus rapide. De mon côté, j’ai cherché à maintenir un écart suffisant avec Michelisz. ».
Neuvième sur la grille de la deuxième manche, Loeb parvient à prendre le dessus sur Hugo Valente lors de la phase d'accélération tout en contenant José María López. Un crash impliquant Tiago Monteiro et Jaap Van Lagen quelques mètres après la ligne de départ provoque la sortie du Safety Car et la neutralisation de la course durant cinq tours afin d'évacuer les débris jonchant la piste. Le nonuple champion du monde des rallyes conserve sa sixième place au moment de la réinitialisation et entreprend à plusieurs reprises de trouver l'ouverture sur Michelisz. À l'entame du dixième tour, Nick Catsburg manque un point de freinage et cède la troisième position à Gabriele Tarquini tandis que Loeb saisit l'occasion pour réaliser l'extérieur sur le pilote Lada, en perte de vitesse. Dans la manœuvre, le Hollandais percute l'arrière de la Citroën C-Élysée numéro 9 à l'entrée d'une chicane et entraîne l'Alsacien contre les rails de sécurité. Dans l'incapacité de reprendre la course en raison des dégâts engendrés sur sa voiture, Loeb est finalement contraint à l'abandon : « J’ai pris un bon départ en évitant l’accrochage devant moi. Ensuite, c’était un peu le petit train et je ne pouvais pas tenter grand-chose. Dans un virage, j’ai vu que Catsburg était presque totalement arrêté. Il est reparti, mais Michelisz était en train de le passer par l’intérieur. J’arrivais beaucoup plus vite et je ne pouvais pas freiner pour rester derrière. Je me suis pris un coup à l’arrière-droit, la voiture est partie en glisse pour terminer dans les pneus… Le bilan comptable n’est pas bon pour le championnat. J’étais plus rapide qu’Yvan ici, mais la performance pure n’a pas été récompensée… »,.
| Date       | Heure   | Phase            | Temps           | Tours | Écart    | Clas. |
| ---------- | ------- | ---------------- | --------------- | ----- | -------- | ----- |
| 10 juil    | 11 h 30 | Tests            | 2 min 02 s 920  | 11    | +1 s 465 | 4e    |
| 11 juil    | 9 h 10  | Essais Libres 1  | 2 min 00 s 964  | 9     | +0 s 215 | 4e    |
| 11 juil    | 12 h 00 | Essais Libres 2  | 2 min 00 s 429  | 11    | +0 s 274 | 2e    |
| 11 juil    | 15 h 15 | Qualifications 1 | 1 min 59 s 860  | 6     | +0 s 467 | 2e    |
| 11 juil    | 15 h 50 | Qualifications 2 | 1 min 59 s 455  | 4     | +0 s 276 | 2e    |
| 11 juil    | 16 h 10 | Qualifications 3 | 1 min 59 s 090  | 3     | +0 s 575 | 2e    |
| 12 juil    | 11 h 45 | Course 1         | 26 min 25 s 425 | 13    | +1 s 519 | 2e    |
| 12 juil    | 17 h 15 | Course 2         | 22 min 49 s 419 | 9     | +2 Tours | 15e   |
| Sources, : |         |                  |                 |       |          |       |

### JVC Kenwood Race of Japan 2015

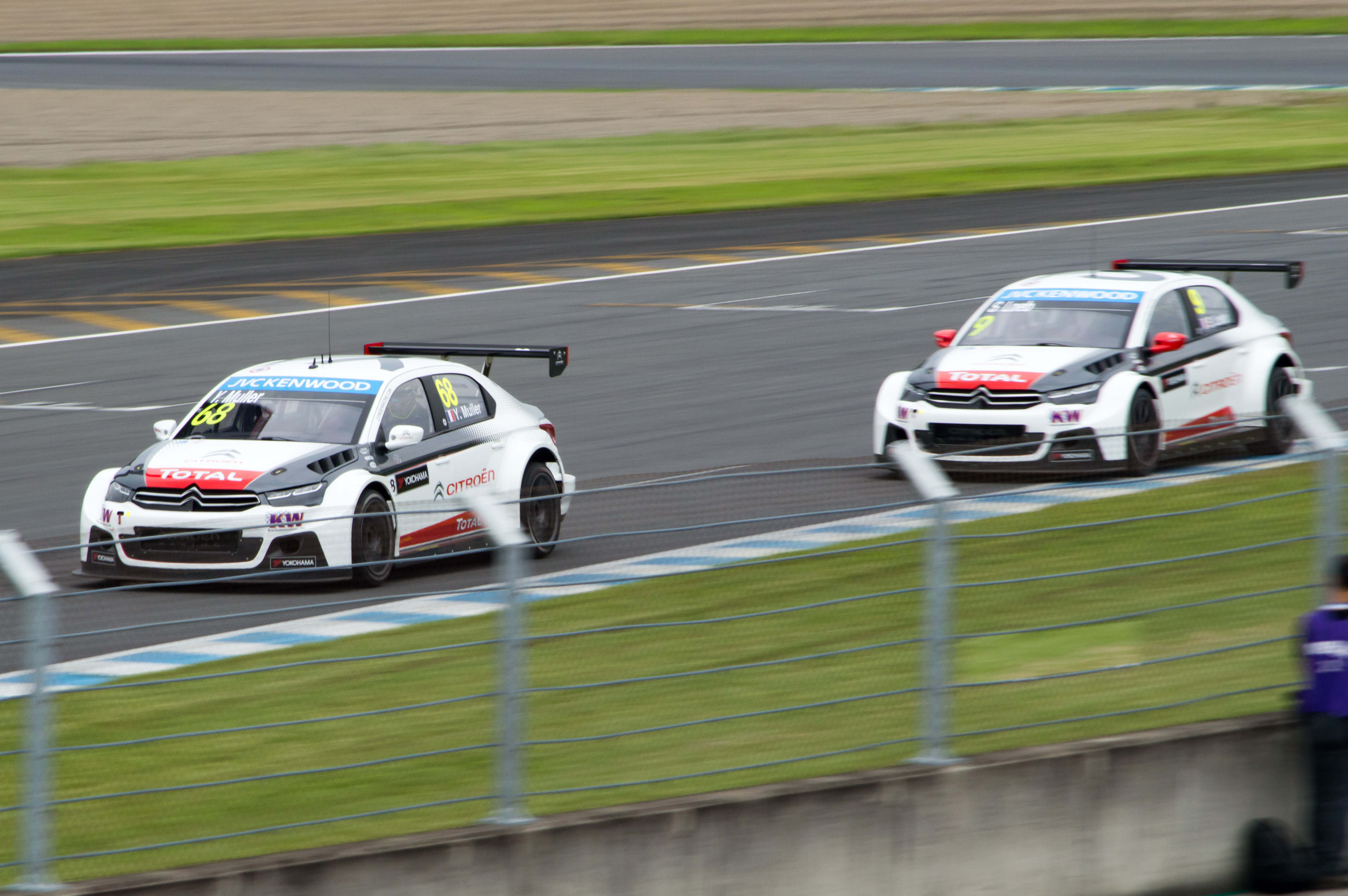
Au contact d'Yvan Muller durant l'intégralité de la première manche du Twin Ring Motegi, Sébastien Loeb multiple les manœuvres offensives sur son compatriote alsacien mais échoue à trouver l'ouverture.

Après deux mois de trêve estivale, le championnat WTCC entame sa dernière ligne droite par la tournée asiatique traditionnelle de fin de saison. Premier chapitre de ce triptyque, la course du Japon se voit transférer pour la première fois de son histoire sur le circuit du Twin Ring Motegi, après avoir été successivement localisée à Okayama puis Suzuka. Calculé sur trois manches glissantes, le système de lest des performances impose un handicap maximal pour les Citroën C-Élysée, leurs rivales retombant quasiment toutes au poids minimum réglementaire de 1 100 kg.
Après avoir longtemps tenu le haut de la feuille des temps, Sébastien Loeb se classe finalement septième de la session de test du vendredi, à environ une seconde de la Honda Civic de Gabriele Tarquini. L'ancien champion du monde italien poursuit sa domination le lendemain en signant la meilleure marque lors des deux séances d'essais libres. Loeb y occupe respectivement la troisième puis la deuxième place, réduisant progressivement l'écart concédé à moins de trois dixièmes au fur et à mesure du roulage accumulé,.
L'Alsacien sécurise son rang dans le quatuor de tête dès sa deuxième tentative lors de la première séance qualificative, à moins de trois dixièmes de son coéquipier José María López. Il établit le troisième chrono de la session suivante, concédant un écart de six centièmes sur la meilleure marque de Norbert Michelisz, et accède ainsi à l'ultime séance rémunératrice de points. Échouant à améliorer sa meilleure performance du week-end ainsi que celle de López lors de son unique tour chronométré, il achève finalement les qualifications en troisième position à deux dixièmes de Michelisz, le pilote hongrois mettant ainsi fin à une série de onze poles consécutives de Citroën : « Les Q1 et Q2 se sont bien passées et je n’ai pas spécialement été inquiété pour accéder à la Q3. Cela s’inscrit dans la dynamique des dernières courses où, au Castellet et à Vila Real, j’avais réussi à être très performant. Cette fois, je ne suis pas parvenu à accéder à la première ligne. J’ai essayé de tout optimiser, de retarder au maximum les freinages sans trop en faire, et cela s’est joué sur des détails. Michelisz a fait un très beau tour et a su profiter de l’absence de lest pour les Honda. Je suis à un dixième de Pechito. Il ne manquait pas grand-chose… ».
Loeb parvient à conserver son rang au départ de la première course et opte pour l'extérieur à l'abord du premier virage. Il entreprend aussitôt une manœuvre de dépassement sur Norbert Michelisz, López ayant réussi à s'adjuger la première position dans la phase d'accélération initiale, mais rate son entrée dans la deuxième courbe. Débordé consécutivement par Gabriele Tarquini, Yvan Muller puis Ma Qing Hua, il rétrograde en sixième position. Dans les roues de son coéquipier chinois, il porte plusieurs attaques sans succès, la typologie du circuit limitant significativement les possibilités de dépassement et favorisant ainsi un statu quo dans le peloton de tête. Victime d'une usure prématurée de ses pneumatiques, Muller voit son rythme se réduire soudainement à l'entame du dixième tour et cède sa position à Ma qui réalise l'intérieur. Loeb tente de profiter de l'occasion pour dépasser à son tour son compatriote mais échoue dans ses multiples tentatives. Il franchira la ligne d'arrivée à la sixième place, au contact du quadruple champion du monde de la discipline : « Dans la première course, je prends une ligne qui ne s’avère pas être la meilleure. J’essaye d’insister mais je suis enfermé, puis à l’extérieur et, forcément, dans le peloton ça se paye cash. Dès lors je savais que ma course était compromise. J’ai essayé de remonter, j’ai eu quelques duels sympas avec Ma puis Yvan, mais je n’ai pas trouvé l’ouverture sur Yvan. Il a fait peu d’erreurs et je n’en ai pas profité lorsqu’elles se sont présentées. ».
Huitième sur la grille de la deuxième manche, l'Alsacien prend le dessus sur Mehdi Bennani dès le coup d'envoi avant de se faire heurter puis déporter sur le bas-côté par un passage en force de José María López dans l'intérieur du premier virage. Le champion du monde argentin subit aussitôt une crevaison consécutive au choc qui le conduit à l'abandon, permettant à Loeb de récupérer la septième place. Le nonuple champion du monde des rallyes entreprend alors plusieurs tentatives de dépassement sur Robert Huff tout en esquivant les attaques de Nick Catsburg. Il gagne une position en profitant de la sortie de route de Ma Qing Hua, accroché par Gabriele Tarquini dans le quatrième tour, pour se retrouver derrière le pilote italien. Occupant jusqu'alors la troisième place, Yvan Muller est victime de l'ouverture partielle de son capot moteur résultant d'un choc avec Hugo Valente et se voit présenter le drapeau noir avec rond orange par les commissaires, l'obligeant à s'arrêter aux stands pour effectuer les réparations nécessaires. Désormais cinquième, Loeb réalise l'intérieur sur Tarquini dans le huitième tour et engage plusieurs manœuvres offensives à l'encontre de Huff. L'une de ses tentatives réalisée par l'extérieur sur l'ancien champion du monde britannique dans le dernier tour permet à Tarquini de trouver l'ouverture pour reprendre son rang. L'Alsacien récupérera finalement la quatrième place pour quelques centièmes de seconde en débordant son adversaire sur la ligne d'arrivée : « Le départ a été compliqué puisque Pechito se fait pousser et il me percute dans le premier virage. Cela me met à l’équerre et je pars dans le dégagement à l’extérieur. Je n’ai pas baissé les bras et j’ai essayé de revenir le plus haut possible dans le classement. Je suis remonté jusqu'à la quatrième place, manquant de peu le podium. Le vrai bon point de cette course, c’est la bagarre avec Tarquini et Huff, deux des pilotes les plus coriaces du championnat. J’ai pu dépasser Tarquini dans les derniers tours après de multiples tentatives, et j’étais vraiment content d’y arriver ! J’aurais préféré doubler Huff également, mais il a parfaitement défendu sa position. »,.
| Date       | Heure   | Phase            | Temps           | Tours | Écart     | Clas. |
| ---------- | ------- | ---------------- | --------------- | ----- | --------- | ----- |
| 11 sep     | 12 h 30 | Tests            | 1 min 58 s 169  | 10    | +1 s 023  | 7e    |
| 12 sep     | 9 h 30  | Essais Libres 1  | 1 min 57 s 988  | 9     | +0 s 861  | 3e    |
| 12 sep     | 12 h 00 | Essais Libres 2  | 1 min 57 s 262  | 10    | +0 s 294  | 2e    |
| 12 sep     | 15 h 30 | Qualifications 1 | 1 min 56 s 181  | 7     | +0 s 252  | 4e    |
| 12 sep     | 15 h 55 | Qualifications 2 | 1 min 55 s 770  | 4     | +0 s 059  | 3e    |
| 12 sep     | 16 h 10 | Qualifications 3 | 1 min 55 s 804  | 3     | +0 s 208  | 3e    |
| 13 sep     | 14 h 15 | Course 1         | 25 min 58 s 904 | 13    | +12 s 108 | 6e    |
| 13 sep     | 15 h 25 | Course 2         | 26 min 05 s 596 | 13    | +11 s 703 | 4e    |
| Sources, : |         |                  |                 |       |           |       |

### Rosneft Race of China 2015
Organisé deux semaines plus tard, le meeting de Shanghai constitue la dernière épreuve familière de la saison pour les concurrents du mondial. Le niveau de performance affiché par les Honda Civic au Motegi entraîne l'augmentation sensible du handicap de poids appliqué aux voitures du constructeur nippon, le différentiel les séparant des Citroën C-Élysée tombant alors à 20 kg.
Sébastien Loeb établit le dixième temps de la séance de test du vendredi, accusant un déficit de six dixièmes sur la meilleure marque de Gabriele Tarquini. Évoluant à domicile, son coéquipier Ma Qing Hua domine significativement les essais libres organisés le lendemain. L'Alsacien se classe quant à lui respectivement onzième et huitième des deux sessions, un peu plus d'une seconde derrière le pilote chinois et dans les temps de son compatriote Yvan Muller : « Le premier test du vendredi a finalement été symbolique de mes essais : un chrono pas forcément très révélateur, des sensations qui auraient pu être meilleures mais pas vraiment d’inquiétude. On a continué à se chercher un peu, notamment au niveau de la répartition des freins, lors des essais libres, mais j’étais plutôt confiant avant les qualifications. Je savais que nous serions dans le coup car les sensations étaient plutôt satisfaisantes et les chronos n’avaient pas été signés lors des moments les plus intéressants. »,.
Initialement planifiées le samedi après-midi, les qualifications se retrouvent exceptionnellement reportées le lendemain matin, quelques heures avant le départ de la première course, en raison d'un accident survenu en GT Asia Series, compétition de support de l’événement, ayant endommagé une partie des glissières de sécurité. Étant finalement parvenu à optimiser les réglages de sa voiture, Loeb affiche un niveau de performance significativement en hausse après des essais mitigés et enregistre le deuxième temps de la première séance qualificative à deux dixièmes de son coéquipier José María López. Il se classe troisième de la session suivante, toujours dominée par l'Argentin auquel il rend une demi-seconde, Ma Qing Hua s'intercalant entre les deux hommes. Une erreur dans son tour lancé le prive de la première ligne lors de l'ultime séance qu'il termine à la quatrième place, derrière ses deux coéquipiers et le pilote Lada Nick Catsburg : « Dimanche, après le report des séances qualificatives à la suite d'un rail abîmé lors d’une course support, j’ai passé la Q1 et la Q2 sans problème et je pense que cela confirme le palier franchi depuis quelques meetings à ce niveau. En revanche, la Q3 n’a pas été parfaite : quatrième temps à quelques dixièmes avec une ou deux petites fautes. ».
Victime d'un dysfonctionnement de sa procédure de départ, Ma Qing Hua reste immobilisé sur la grille au coup d'envoi de la première course, obligeant Loeb, situé juste derrière, à dévier sa trajectoire pour l'éviter. Yvan Muller profite de l'occasion pour se hisser en deuxième position tandis que le nonuple champion du monde des rallyes accroche le troisième rang en dépassant Catsburg dans le premier virage. Un carambolage survenu au cœur du peloton provoque aussitôt l'abandon définitif de Robert Huff, Tom Coronel et Gabriele Tarquini ainsi que la sortie du Safety Car. Loeb parvient à conserver sa position au moment de la réinitialisation et porte plusieurs attaques sur Muller sans parvenir à trouver l'ouverture. Le classement demeure figé jusqu'à l'arrivée, López remportant la victoire tandis que Citroën Racing signe le triplé, suffisant d'un point de vue comptable pour décrocher un deuxième sacre Constructeurs, de nouveau à Shanghai : « En partant de la deuxième ligne, le départ prenait une importance encore plus grande. Dans la première course, je patine légèrement, Yvan Muller arrive à me passer et forcément ça complique la suite. En performance pure, j’étais plutôt bien dans les premiers tours, mais je n’ai pas trouvé d’ouverture rapidement et on sait qu’après quelques boucles en étant proche d’un concurrent, le comportement de l’auto se dégrade. Au bout du compte, il y avait tout de même un nouveau podium. »,.
Promu au sixième rang sur la grille de la deuxième manche en raison de l'absence de Tom Coronel, Loeb gagne plusieurs positions dans la phase d'accélération et réalise l'extérieur sur Yvan Muller pour le gain de la deuxième place. Déporté dans la manœuvre sur le bas-côté de la piste par son coéquipier puis aussitôt percuté à l'arrière par Robert Huff, il rétrograde en quatrième position, José María López profitant du chaos pour se hisser au troisième rang. Le classement reste inchangé jusqu'au dixième tour, boucle durant laquelle Muller parvient finalement à prendre le dessus sur le leader Gabriele Tarquini, victime d'un problème de boîte de vitesses. Loeb et López resteront quant à eux impuissants dans leurs tentatives de dépassement sur l'Italien, et conserveront leurs positions jusqu'au drapeau à damiers : « Je prends un meilleur départ dans la deuxième course. J’arrive à bien remonter, je passe Yvan, qui retente sa chance ; je me retrouve à l’extérieur et je me fais pousser par une autre voiture qui me met plus qu’à l’équerre ! Je n’ai pas pu revenir plus haut dans le classement qu’au quatrième rang, d’autant que l’un de mes pneus souffrait dans les derniers tours, j’ai donc dû ralentir. C’est dommage et frustrant car le rythme était là mais ça ne sourit pas. J’ai l’impression que le travail et les performances réalisés ne sont pas récompensés à leur juste valeur. Il y a surement une question de réussite et je sais qu’il faut la provoquer. Yvan m’a repris des points à Shanghai mais je reste très motivé pour les deux derniers meetings, où clairement je veux montrer ce dont je suis capable. »,.
| Date       | Heure   | Phase            | Temps           | Tours | Écart    | Clas. |
| ---------- | ------- | ---------------- | --------------- | ----- | -------- | ----- |
| 25 sep     | 15 h 10 | Tests            | 1 min 51 s 822  | 11    | +0 s 600 | 10e   |
| 26 sep     | 9 h 10  | Essais Libres 1  | 1 min 52 s 920  | 10    | +1 s 214 | 11e   |
| 26 sep     | 11 h 10 | Essais Libres 2  | 1 min 52 s 414  | 11    | +1 s 197 | 8e    |
| 27 sep     | 8 h 40  | Qualifications 1 | 1 min 49 s 895  | 6     | +0 s 248 | 2e    |
| 27 sep     | 9 h 05  | Qualifications 2 | 1 min 49 s 929  | 4     | +0 s 519 | 3e    |
| 27 sep     | 9 h 20  | Qualifications 3 | 1 min 49 s 665  | 3     | +0 s 218 | 4e    |
| 27 sep     | 14 h 45 | Course 1         | 33 min 25 s 020 | 16    | +3 s 379 | 3e    |
| 27 sep     | 15 h 55 | Course 2         | 26 min 43 s 021 | 14    | +6 s 079 | 4e    |
| Sources, : |         |                  |                 |       |          |       |

### Race of Thailand 2015
La tournée asiatique s'achève cinq semaines plus tard par une première excursion du championnat du monde en Thaïlande sur le Chang International Circuit de Buriram, inauguré un an plus tôt et dernier né des autodromes FIA Grade 1. Compacté sur deux jours, l'événement est marqué par les chances significatives pour José María López de coiffer sa deuxième couronne dans la discipline.
Sébastien Loeb se classe troisième de la séance de test organisée le samedi matin et premier pilote Citroën, concédant six dixièmes sur la meilleure marque établie par Norbert Michelisz. Il conserve le même rang sur un écart similaire par rapport au chrono de référence de López lors des premiers essais libres, marqués par une forte dégradation des pneumatiques en raison des hautes températures atteintes à la mi-journée. Chaussé de gommes usagées, il termine la seconde session à la neuvième place, six dixièmes de plus que le meilleur temps de Tom Chilton.
Les qualifications débutent le lendemain matin. L'Alsacien signe le huitième temps intermédiaire dès sa première tentative avant de sécuriser la cinquième place à trois dixièmes de López lui garantissant ainsi l'accès à la deuxième session. Cette dernière se révèle particulièrement disputée, les six meilleurs pilotes se retrouvant séparés par un écart inférieur à six centièmes. Mehdi Bennani créé la surprise en établissant le meilleur chrono tandis que Loeb s'adjuge in extremis la quatrième position à quelques secondes de la clôture. L'ultime séance réunissant les cinq concurrents les plus rapides regroupe l'ensemble des pilotes Citroën. Le nonuple champion du monde des rallyes signe un chrono suffisant pour accéder à la première ligne de la grille, accusant un écart de trois dixièmes sur la pole de López.
Auteur d'un départ en demi-teinte lors de la première course, il parvient à contenir la tentative de débordement exercée par Yvan Muller et à conserver son rang en sortie du premier virage. Son coéquipier alsacien se fait aussitôt percuter par Hugo Valente et se retrouve contraint à l'abandon tandis qu'un carambolage impliquant Tom Coronel, Nick Catsburg et Nicolas Lapierre survient au même moment. Les commissaires imposent alors la sortie du Safety Car durant quatre tours afin de dégager la piste. Loeb porte plusieurs attaques sur José María López lors de la réinitialisation de la course, sans toutefois parvenir à trouver l'ouverture. Titulaire du meilleur temps au tour, il choisit finalement d'assurer sa seconde place après quelques tentatives infructueuses et la conservera jusqu'au drapeau à damiers, son coéquipier argentin sécurisant quant à lui son deuxième titre mondial.
Neuvième sur la grille de la deuxième manche, l'Alsacien se retrouve tassé dans le premier virage en raison d'un accrochage entre Ma Qing Hua, Mehdi Bennani et Yvan Muller survenu juste devant lui. López s'engouffre dans l'ouverture ainsi créée avant de commettre une erreur de freinage sous la pression de Loeb dans le dernier virage du premier tour, lui cédant ainsi la quatrième place. L'ancien pilote de rallye parvient à creuser l'écart sur ses poursuivants puis établit le contact avec le trio de tête à la mi-course. Il accède au podium provisoire en réalisant l'intérieur sur Tom Chilton avant de porter plusieurs attaques sur Norbert Michelisz. Le pilote hongrois écope finalement d'un passage aux stands obligatoire en raison de réparations effectuées sur sa voiture à l'intérieur du parc fermé. Désormais deuxième, Loeb réussit à résorber totalement le retard accumulé sur le leader Tiago Monteiro à deux tours de l'arrivée et s'apprête à réaliser ses premières manœuvres de dépassement sur le Portugais. La course est finalement stoppée prématurément par les commissaires en raison de la luminosité déclinante avant que l'Alsacien n'ait pu passer à l'acte,. Quelques heures après l'arrivée, Monteiro se voit disqualifier de la seconde manche pour cause de hauteur de caisse inférieure au minimum réglementaire sur sa Honda Civic, abandonnant ainsi la victoire à Loeb sur tapis vert qui récolte dans le même temps les points nécessaires pour reprendre à Muller la deuxième place du classement mondial.
| Date       | Heure   | Phase            | Temps           | Tours | Écart    | Clas. |
| ---------- | ------- | ---------------- | --------------- | ----- | -------- | ----- |
| 31 oct     | 9 h 00  | Tests            | 1 min 38 s 855  | 12    | +0 s 595 | 3e    |
| 31 oct     | 14 h 30 | Essais Libres 1  | 1 min 40 s 623  | 9     | +0 s 549 | 3e    |
| 31 oct     | 17 h 00 | Essais Libres 2  | 1 min 39 s 463  | 13    | +0 s 582 | 9e    |
| 1er nov    | 10 h 00 | Qualifications 1 | 1 min 38 s 608  | 7     | +0 s 347 | 5e    |
| 1er nov    | 10 h 25 | Qualifications 2 | 1 min 38 s 212  | 5     | +0 s 046 | 4e    |
| 1er nov    | 10 h 40 | Qualifications 3 | 1 min 38 s 185  | 3     | +0 s 269 | 2e    |
| 1er nov    | 16 h 15 | Course 1         | 29 min 11 s 783 | 16    | +1 s 380 | 2e    |
| 1er nov    | 17 h 20 | Course 2         | 16 min 41 s 918 | 10    | -        | 1er   |
| Sources, : |         |                  |                 |       |          |       |

### Rupture avec Citroën
Le 18 novembre 2015, Peugeot Sport publie un communiqué annonçant le recrutement de Sébastien Loeb au sein de son programme officiel en rallye-raid sur l'ensemble de l'année 2016, comprenant une participation au Dakar déjà confirmée quelques semaines plus tôt ainsi qu'un engagement sur plusieurs manches de la Coupe du monde des rallyes tout-terrain : « C'est une nouvelle opportunité pour moi de compléter ma carrière dans une discipline que je découvre. Il faut prendre le temps d’apprendre, ce que je fais au fil des courses et des essais. Je suis heureux de bâtir tous ces temps forts au sein du Groupe PSA, que ce soit avec Citroën avec qui j'ai acquis mes neuf titres en WRC et des victoires en WTCC ou avec Peugeot dont la page s'est ouverte aux États-Unis il y a deux ans à Pikes Peak. Il y a beaucoup d'aventures et de challenges motivants à relever. ».
Le lendemain, Citroën Racing présente à son tour par voie de presse ses plans d'avenir en compétition automobile et annonce la fin de son programme d'usine en WTCC après 2016, justifiée par la volonté de concentrer l'ensemble de ses ressources sur son retour en WRC à compter de 2017. Dans un souci d'économies budgétaires, l'équipe française décide également de réduire son engagement dans cette ultime saison en mondial de tourisme à deux voitures, confiées à José María López et Yvan Muller, mettant ainsi un coup d'arrêt brutal à sa collaboration vieille de quinze ans avec Sébastien Loeb,. Alors classé deuxième du championnat Pilotes et affichant une marge de progression lui permettant raisonnablement de disputer le titre dans la discipline, l'Alsacien se dit surpris par cette décision : « J'ai été surpris lorsque j'ai appris que je ne continuerai pas à défendre les couleurs de Citroën Racing en 2016. Nous avons construit ce challenge en WTCC ensemble, avec pour objectif personnel de décrocher le titre Pilotes sous trois ans. Je suis déçu que l'aventure s'arrête après deux années parce que j'avais la volonté d'aller décrocher ce titre et que j'avais montré ma compétitivité à bord de la C-Élysée, avec notamment quatre victoires en 2015. Une belle histoire prend fin, mais je n'ai aucun regret. Une page se tourne. Une page importante de ma carrière, c'est certain. Mais je suis déjà tourné vers la suite et vers de nouveaux projets qui me passionnent au moins autant que le WTCC. »,. Divulguée sans explications des parties concernées, cette rupture entre la marque aux chevrons et son principal ambassadeur provoque aussitôt l'étonnement et un soulèvement d'interrogations au sein de nombreux médias,.

### DHL Race of Qatar 2015
La saison 2015 s'achève dans le cadre de la première édition du meeting du Qatar, disputé sur le circuit international de Losail et remplaçant la finale traditionnelle organisée jusqu'alors à Macao depuis la résurrection du championnat en 2005. Compacté sur deux jours, l'événement innove en proposant les premières courses en nocturne de l'histoire de la série,.
Sébastien Loeb s'adjuge la cinquième position de la séance de test du jeudi, concédant une seconde sur la meilleure marque de José María López après avoir longtemps monopolisé le haut de la feuille des temps. Sur un tracé qualifié de très technique, il se classe respectivement troisième et quatrième des deux séances d'essais libres organisées quelques heures plus tard, réduisant progressivement l'écart sur le temps de référence de López à six puis quatre dixièmes et dominant son coéquipier Yvan Muller contre lequel il dispute le rang de vice-champion du monde : « Nous avons bien travaillé durant la journée d’essais jeudi, en progressant petit à petit. Nous avons peu à peu gommé le survirage et je me suis adapté à ce long circuit, sur lequel la recherche des meilleurs réglages n’était pas facile. »,.
Victime d'une erreur de pilotage lors de son premier tour lancé chaussé de pneus neufs, Loeb est rapidement contraint de limiter les dégâts lors de la première session qualificative, le pic de performance de ses gommes étant consommé. Il parvient finalement à établir le douzième temps, sécurisant ainsi in extremis un accès pour la deuxième séance. L'Alsacien y signe le quatrième chrono à moins de quatre dixièmes de la meilleure marque de José María López et se qualifie ainsi pour l'ultime session. Auteur d'un tour perfectible, il s'y adjuge la troisième position derrière son coéquipier argentin et le pilote marocain Mehdi Bennani, portant ainsi à huit points son avance sur Muller avant le départ de la première course. Le quadruple champion du monde de la discipline s'adjuge quant à lui la troisième place sur la grille inversée de la deuxième manche derrière John Filippi et Tom Coronel, lui garantissant des chances de victoire significatives et une option sérieuse pour enlever le deuxième rang mondial : « Les qualifications, disputées le jour de la course, se sont plutôt bien déroulées. Je me suis fait une petite frayeur en Q1 et je suis passé de justesse. J’ai fait une faute dans le troisième secteur de mon premier tour lancé, ce qui m’a coûté une bonne poignée de dixièmes. Ma deuxième tentative a été bonne, mais j’avais perdu le jus des pneus et cela a suffi pour aller en Q2, d’un rien. La Q2 a été plus calme si l’on peut dire. En Q3, je ne fais pas un mauvais tour. Pechito a été très bon et Mehdi Bennani a fait une belle perf’ avec la C-Élysée du Sébastien Loeb Racing. De mon côté, j’avais bien noté qu’Yvan partirait 8e et 3e de la course 2, ce qui représentait pour lui une bonne chance de gagner. ».
Sébastien Loeb prend le meilleur départ du trio de tête au coup d'envoi de la première course et s'empare de la deuxième place de Bennani lors de la phase d'accélération. Évoluant à la hauteur de López au moment d'aborder le premier virage, l'Alsacien sort trop large et rétrograde en quatrième position derrière Hugo Valente. Il parvient à réaliser l'intérieur sur son compatriote avant la fin du premier tour mais cède à nouveau son rang dans la ligne droite des stands. La course s'achève onze tours plus tard sans qu'aucune tentative de dépassement n'ait pu être menée à bien parmi l'ensemble des pilotes, Loeb devant ainsi se contenter de la quatrième place : « Je prends un bon départ dans la course 1, mais je n’arrive pas à conserver la deuxième place acquise avant le premier virage. Je me fais un peu chahuter et je rétrograde en quatrième position. Je ne suis pas parvenu à trouver l’ouverture ensuite, il faut dire que les opportunités n’étaient pas forcément nombreuses sur ce circuit où l'on se fait rapidement déventer. ».
Huitième au départ de la seconde manche, l'Alsacien se heurte à un peloton compacté dans le premier virage et opte pour une trajectoire extérieure. Il parvient à se hisser au cinquième rang au terme de la manœuvre et porte aussitôt plusieurs attaques à son prédécesseur Norbert Michelisz. Délesté de la présence de Tom Coronel, parti depuis les stands, Yvan Muller occupe le deuxième rang derrière John Filippi lorsque les commissaires de piste déclenche la sortie du Safety Car en raison d'un accrochage entre Stefano D'Aste et Nick Catsburg. La course est réinitialisée trois plus tard. Muller prend aussitôt la tête en provoquant une sortie de route de Filippi, permettant ainsi à Loeb de gagner une position supplémentaire. Malgré plusieurs attaques portées sur Michelisz, le nonuple champion du monde des rallyes reste bridé par la typologie du circuit limitant significativement les occasions de dépassement et demeure bloqué au pied du podium jusqu'à l'arrivée pour sa dernière apparition dans la discipline. Vainqueur de l'épreuve à la faveur d'une grille inversée avantageuse, Muller s'empare quant à lui du rang de vice-champion du monde pour un point : « Dans la course 2, je remonte assez rapidement, j’évite les problèmes de la première courbe et après la fin du Safety Car je suis juste derrière Norbert Michelisz. Il a bien défendu sa position et j’ai dû me contenter, là aussi, du quatrième rang. Au final, les deux résultats sont corrects mais je termine troisième du championnat pour un petit point. La deuxième place était mon ambition avant ce meeting mais ça ne change pas grand-chose. Je pense que cette deuxième saison a été meilleure que la première, avec plus de victoires notamment. Pechito mérite son titre et j’ai prouvé que je pouvais rivaliser avec Yvan. J’avais deux équipiers solides, très expérimentés sur circuit et, après deux ans seulement, en venant du rallye, je n’ai pas à rougir de mes performances. Je n’ai aucun regret. »,.
| Date       | Heure   | Phase            | Temps           | Tours | Écart     | Clas. |
| ---------- | ------- | ---------------- | --------------- | ----- | --------- | ----- |
| 26 nov     | 12 h 30 | Tests            | 2 min 03 s 405  | 12    | +1 s 089  | 5e    |
| 26 nov     | 19 h 00 | Essais Libres 1  | 2 min 03 s 068  | 11    | +0 s 615  | 3e    |
| 26 nov     | 21 h 30 | Essais Libres 2  | 2 min 02 s 267  | 11    | +0 s 408  | 4e    |
| 27 nov     | 15 h 00 | Qualifications 1 | 2 min 02 s 915  | 8     | +1 s 494  | 12e   |
| 27 nov     | 15 h 25 | Qualifications 2 | 2 min 01 s 795  | 4     | +0 s 380  | 4e    |
| 27 nov     | 15 h 40 | Qualifications 3 | 2 min 01 s 525  | 3     | +0 s 578  | 3e    |
| 27 nov     | 21 h 30 | Course 1         | 24 min 45 s 875 | 12    | +12 s 717 | 4e    |
| 27 nov     | 22 h 40 | Course 2         | 32 min 54 s 955 | 14    | +7 s 243  | 4e    |
| Sources, : |         |                  |                 |       |           |       |

### Bilan de la saison
Pour sa deuxième saison dans le Championnat du monde des voitures de tourisme, Sébastien Loeb arbore des performances et des résultats en hausse sur l'ensemble des paramètres de son bilan comptable, tant en termes de victoires, de podiums, de points, de meilleurs tours en course et de pole positions. Bien qu'affichant une pointe de vitesse supérieure à celle de son coéquipier et quadruple champion du monde de la discipline Yvan Muller sur la majeure partie de la saison, il échoue à lui ravir le rang de dauphin pour un écart final d'un point entre les deux hommes, principalement en raison de résultats en demi-teinte lors des deuxièmes manches, soumises à la règle de la grille inversée. La décision de Citroën Racing, prononcée quelques semaines plus tôt, de ne pas reconduire son contrat de pilote officiel et d'ambassadeur de la marque met un coup d'arrêt brutal à sa carrière dans les courses de tourisme et le prive de la possibilité de mettre à profit le potentiel construit sur les deux années précédentes pour disputer le titre mondial dans la discipline.
| #     | Meeting   | Dép. | Vic. | Pod. | Ab. | Pts. | Essais | Essais | Essais | Qualifications | Qualifications | Qualifications | Course 1 | Course 1 | Course 1 | Course 2 | Course 2 | Course 2 |
| #     | Meeting   | Dép. | Vic. | Pod. | Ab. | Pts. | Tests  | FP1    | FP2    | Q1             | Q2             | Q3             | Grille   | M. Tour  | Clas.    | Grille   | M. Tour  | Clas.    |
| ----- | --------- | ---- | ---- | ---- | --- | ---- | ------ | ------ | ------ | -------------- | -------------- | -------------- | -------- | -------- | -------- | -------- | -------- | -------- |
| 1     | Argentine | 2    | 1    | 2    | 0   | 43   | 1er    | 4e     | 8e     | 3e             | 5e             | 3e             | 3e       | 3e       | 3e       | 8e       | 1er      | 1er      |
| 2     | Maroc     | 2    | 0    | 2    | 0   | 33   | 7e     | 2e     | 2e     | 4e             | 8e             | NQ             | 5e       | 4e       | 3e       | 3e       | 2e       | 2e       |
| 3     | Hongrie   | 2    | 0    | 0    | 0   | 20   | N/A    | NC     | 8e     | 6e             | 3e             | 4e             | 4e       | 7e       | 6e       | 7e       | 6e       | 5e       |
| 4     | Allemagne | 2    | 0    | 1    | 0   | 31   | 2e     | 8e     | 3e     | N/A            | N/A            | 3e             | 3e       | 2e       | 2e       | 8e       | 2e       | 5e       |
| 5     | Russie    | 2    | 0    | 0    | 0   | 8    | 6e     | 4e     | 10e    | 7e             | 11e            | NQ             | 11e      | 10e      | 9e       | 11e      | 10e      | 7e       |
| 6     | Slovaquie | 2    | 1    | 2    | 0   | 43   | 8e     | 14e    | 3e     | 6e             | 3e             | 3e             | 3e       | 3e       | 3e       | 8e       | 1er      | 1er      |
| 7     | France    | 2    | 1    | 1    | 1   | 30   | 6e     | 4e     | 7e     | 3e             | 2e             | 1er            | 1er      | 1er      | 1er      | 10e      | 4e       | Ab.      |
| 8     | Portugal  | 2    | 0    | 1    | 0   | 22   | 4e     | 4e     | 2e     | 2e             | 2e             | 2e             | 2e       | 2e       | 2e       | 9e       | 12e      | 15e      |
| 9     | Japon     | 2    | 0    | 0    | 0   | 23   | 7e     | 3e     | 2e     | 4e             | 3e             | 3e             | 3e       | 5e       | 6e       | 8e       | 7e       | 4e       |
| 10    | Chine     | 2    | 0    | 1    | 0   | 29   | 10e    | 11e    | 8e     | 2e             | 3e             | 4e             | 4e       | 3e       | 3e       | 6e       | 1er      | 4e       |
| 11    | Thaïlande | 2    | 1    | 2    | 0   | 47   | 3e     | 3e     | 9e     | 5e             | 4e             | 2e             | 2e       | 1er      | 2e       | 9e       | 3e       | 1er      |
| 12    | Qatar     | 2    | 0    | 0    | 0   | 27   | 5e     | 3e     | 4e     | 12e            | 4e             | 3e             | 3e       | 4e       | 4e       | 8e       | 7e       | 4e       |
| Total |           | 24   | 4    | 12   | 1   | 356  |        |        |        |                |                |                |          |          |          |          |          |          |

## 19eRallye Épernay-Vins de Champagne
En mars 2015, Sébastien Loeb fait son retour dans le rallye Épernay-Vins de Champagne, épreuve comptant pour la deuxième division du championnat de France et qu'il disputa deux fois auparavant dans le cadre du Trophée Citroën Saxo Kit Car à la fin des années 1990, aux prémices de sa carrière professionnelle. C'est également sur ce rallye qu'il commença dix-sept ans plus tôt sa collaboration avec Daniel Elena, son copilote de toujours. Pour cette troisième participation, le nonuple champion du monde se voit confier une Citroën DS3 WRC exploitée par PH Sport aux côtés de Sandra Rebout, sœur de son épouse Séverine, cette dernière copilotant pour l'occasion son beau-frère Dominique au volant d'une Peugeot 207 S2000,. Évoluant sur un asphalte détrempé, l'Alsacien s'impose dans la première spéciale pour un dixième de seconde face à Quentin Giordano et hausse progressivement son rythme, creusant des écarts significatifs lors des trois passages de Bouquigny - Mareuil-le-Port. Il franchit la ligne d'arrivée en tête du classement général, auteur de la totalité des temps scratchs et détenteur de près de cinq minutes d'avance sur son premier poursuivant Éric Cunin,,,,,.
| Étape      | Jour   | E.S. | Heure   | Nom                               | Distance | Clas. Spé. | Temps         | Vit. Moy.   | Clas. |
| ---------- | ------ | ---- | ------- | --------------------------------- | -------- | ---------- | ------------- | ----------- | ----- |
| Étape 1    | 27 mar | SS1  | 15 h 30 | Épernay - Mardeuil                | 3,02 km  | 1er        | 2 min 11 s 1  | 82,93 km/h  | 1er   |
| Étape 1    | 27 mar | SS2  | 15 h 58 | Aÿ - Mutigny 1                    | 3,92 km  | 1er        | 2 min 20 s 7  | 100,30 km/h | 1er   |
| Étape 1    | 27 mar | SS3  | 16 h 33 | Chouilly - Cuis                   | 6,53 km  | 1er        | 3 min 46 s 5  | 103,79 km/h | 1er   |
| Étape 1    | 27 mar | SS4  | 19 h 43 | Aÿ - Mutigny 2                    | 3,92 km  | 1er        | 2 min 17 s 6  | 102,56 km/h | 1er   |
| Étape 1    | 27 mar | SS5  | 20 h 18 | Chouilly - Cuis - Cramant - Avize | 14,47 km | 1er        | 8 min 34 s 4  | 101,27 km/h | 1er   |
| Étape 2    | 28 mar | SS6  | 8 h 37  | Venteuil - Reuil 1                | 5,04 km  | 1er        | 3 min 29 s 7  | 86,52 km/h  | 1er   |
| Étape 2    | 28 mar | SS7  | 9 h 06  | Bouquigny - Mareuil-le-Port 1     | 21,07 km | 1er        | 12 min 46 s 4 | 98,97 km/h  | 1er   |
| Étape 2    | 28 mar | SS8  | 9 h 52  | Fleury-la-Rivière - Cormoyeux 1   | 9,01 km  | 1er        | 5 min 14 s 3  | 103,20 km/h | 1er   |
| Étape 2    | 28 mar | SS9  | 12 h 06 | Venteuil - Reuil 2                | 5,04 km  | 1er        | 3 min 27 s 8  | 87,31 km/h  | 1er   |
| Étape 2    | 28 mar | SS10 | 12 h 35 | Bouquigny - Mareuil-le-Port 2     | 21,07 km | 1er        | 12 min 45 s 7 | 99,06 km/h  | 1er   |
| Étape 2    | 28 mar | SS11 | 13 h 21 | Fleury-la-Rivière - Cormoyeux 2   | 9,01 km  | 1er        | 5 min 11 s 2  | 104,23 km/h | 1er   |
| Étape 2    | 28 mar | SS12 | 15 h 30 | Venteuil - Reuil 3                | 5,04 km  | 1er        | 3 min 24 s 1  | 88,90 km/h  | 1er   |
| Étape 2    | 28 mar | SS13 | 15 h 59 | Bouquigny - Mareuil-le-Port 3     | 21,07 km | 1er        | 12 min 15 s 2 | 103,17 km/h | 1er   |
| Étape 2    | 28 mar | SS14 | 16 h 45 | Fleury-la-Rivière - Cormoyeux 3   | 9,01 km  | 1er        | 5 min 15 s 0  | 102,97 km/h | 1er   |
| Sources, : |        |      |         |                                   |          |            |               |             |       |

## Championnat de France FFSA Supertourisme

### Nogaro 2015

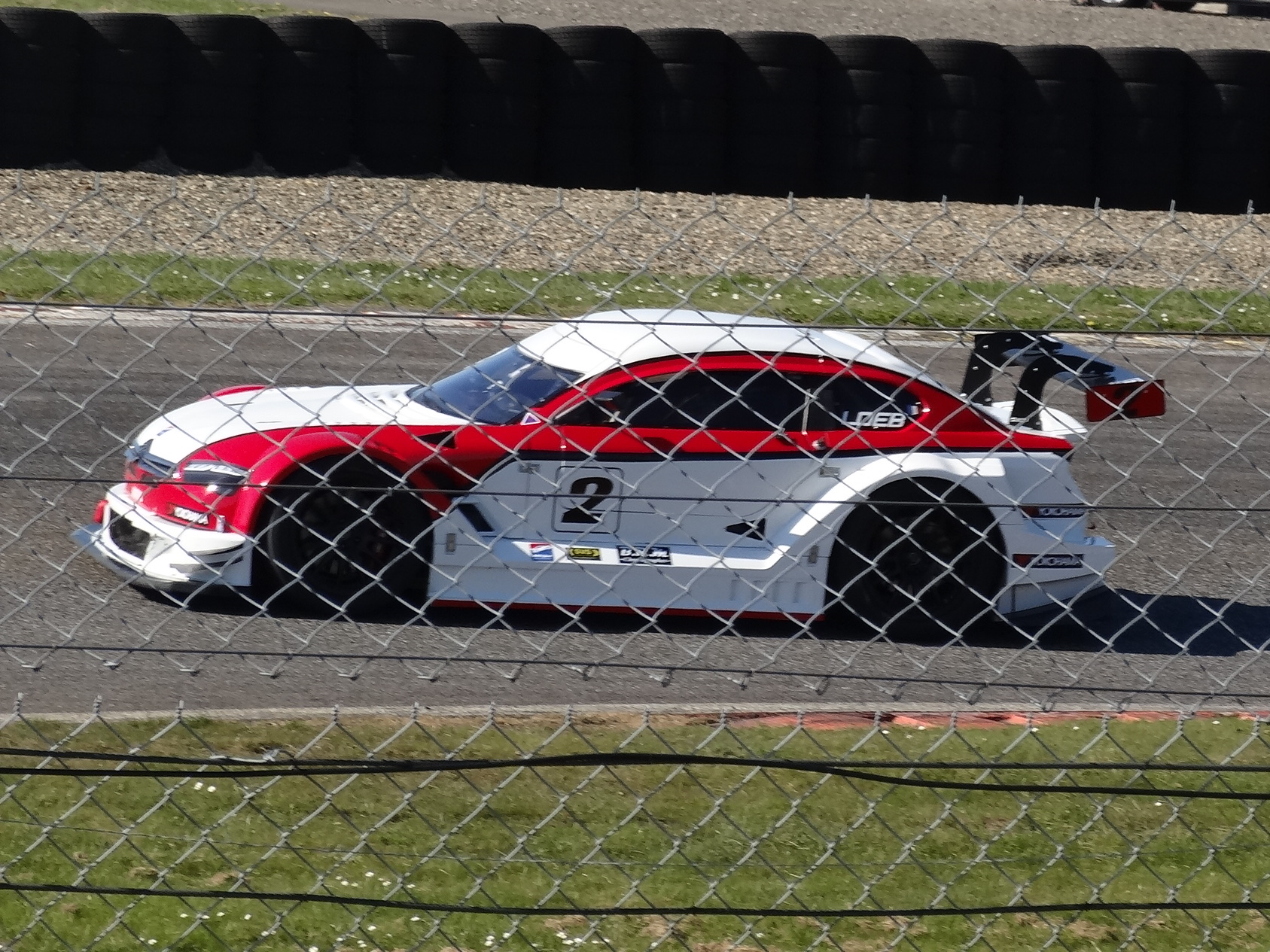
Sébastien Loeb s'impose dans deux des quatre courses au programme de la manche d'ouverture du Championnat de France de Supertourisme, ressuscité après dix ans d'absence dans le cadre des Coupes de Pâques 2015 de Nogaro.

Sébastien Loeb comble les six semaines séparant les deux premières manches de la saison WTCC en participant pour la quatrième année consécutive à quelques piges dans la catégorie reine de la série Mitjet. La discipline créée par Jean-Philippe Dayraut connaît un tournant majeur en 2015 avec l'obtention du label Championnat de France de Supertourisme décerné par la FFSA en vue de ressusciter une compétition disparue dix ans plus tôt. L'Alsacien annonce son engagement pour la manche d'ouverture de la saison, organisée sur le circuit Paul Armagnac de Nogaro dans le cadre des Coupes de Pâques 2015,.
Il se classe douzième des essais privés du vendredi, concédant environ treize dixièmes sur le chrono de référence d'Éric Trémoulet, avant de dominer les essais libres organisés quelques heures plus tard en améliorant son rythme de près de trois secondes. Le lendemain, gêné dans son tour rapide par un autre concurrent, il accroche le cinquième temps de la première séance qualificative à trois dixièmes de la meilleure marque établie par Alexandre Prémat, avant de signer la pole position lors de la deuxième session : « On peut dire que tout s’est bien passé. J’ai signé le cinquième temps de la première qualification, étant gêné dans mon tour rapide. Les écarts étaient serrés avec cinq voitures en deux dixièmes ! J’ai réussi à avoir un tour clair pour décrocher la pole dans la seconde qualification. Ce résultat était presque parfait puisqu'il me mettait dans des situations différentes, et donc intéressantes, pour le départ des courses. C’est d’ailleurs quelque chose que nous avions imaginé avec mon ingénieur de chez Citroën Racing. ».
Il parvient à conserver la tête au départ de la première course Sprint, contenant les tentatives de débordement de Yann Ehrlacher et Antoine Jung, jeunes pilotes du Yvan Muller Racing. Passé les premiers virages, il construit une marge de sécurité d'environ une seconde qu'il conservera jusqu'à l'arrivée, décrochant la victoire et le meilleur temps au tour pour la renaissance du Supertourisme.
Cinquième sur la grille de la deuxième manche Sprint, il opte pour l'intérieur de la piste et se retrouve à la lutte contre Anthony Gandon dont il contient les assauts. Prenant le dessus sur Antoine Jung à l'entame du deuxième tour dans le virage de la Ferme, il se hisse en quatrième position et porte plusieurs attaques sur Yann Ehrlacher, parfois roues dans roues, sans parvenir à trouver l'ouverture.
De nouveau cinquième à s'élancer lors de la première partie de la course d'endurance, il double Ander Vilariño en sortie du virage de la Ferme suivi de Yann Ehrlacher au bout de la ligne droite de l'Aérodrome. Alexandre Prémat s'échappe alors progressivement en tête tandis que Loeb, troisième, se retrouve congestionné par Antoine Jung. Le nonuple champion du monde des rallyes prend finalement le dessus sur son compatriote trois tours plus tard à l'épingle de l'École. Désormais second, il esquive les assauts répétés de Vilariño, auteur d'une remontée significative depuis la sixième place après avoir manqué son départ. L'Alsacien cède finalement son rang à l'Espagnol dans l'aspiration de la ligne droite de l'Aérodrome peu avant l'arrivée et termine sur la dernière marche du podium.
Le meeting de Supertourisme de Nogaro s'achève avec la deuxième partie de la course d'endurance. Occupant toujours la cinquième position de la grille de départ, Loeb maintient sa trajectoire au milieu de la piste et aborde les premiers virages au sein d'un peloton resserré. Il dépasse Bernard Salam et Élie Dubelly dans la manœuvre tout en cédant une place à Anthony Gandon. Désormais quatrième, il accède au podium provisoire en prenant le dessus sur Antoine Jung dans la ligne droite de l'Aérodrome puis réitère successivement la même attaque avec succès sur Gandon et Yann Ehrlacher dans les tours suivants pour s'emparer des commandes. Il conservera la tête jusqu'à l'arrivée, contenant les tentatives de débordement tardives d'Anthony Gandon, et signera sa deuxième victoire du week-end : « En course, j’ai dû me battre dans un peloton de qualité, avec des pilotes expérimentés tels qu’Alexandre Prémat ou des jeunes qui veulent se montrer. Au final, j’ai été dans la position de l’attaquant, de celui qui doit défendre sa position, gérer la tête… C’était donc intéressant et je repars avec deux victoires, un podium et une quatrième place. »,,,,.
| N°         | Équipe                | Équipe                           |                 |       |           |       |
| ---------- | --------------------- | -------------------------------- | --------------- | ----- | --------- | ----- |
| 2          | Sébastien Loeb Racing | Sébastien Loeb Racing            |                 |       |           |       |
| Date       | Heure                 | Phase                            | Temps           | Tours | Écart     | Clas. |
| 3 avr      | 14 h 00               | Essais Privés                    | 1 min 33 s 204  |       | +1 s 310  | 12e   |
| 3 avr      | 16 h 35               | Essais Libres                    | 1 min 30 s 534  |       | -         | 1er   |
| 4 avr      | 14 h 10               | Essais Qualificatifs - Pilotes A | 1 min 30 s 137  | 7     | +0 s 318  | 5e    |
| 4 avr      | 14 h 28               | Essais Qualificatifs - Pilotes B | 1 min 30 s 205  | 7     | -         | 1er   |
| 5 avr      | 10 h 50               | Course Sprint 1 - Pilotes B      | 21 min 25 s 059 | 14    | -         | 1er   |
| 5 avr      | 16 h 40               | Course Sprint 2 - Pilotes A      | 21 min 40 s 220 | 14    | +9 s 147  | 4e    |
| 6 avr      | 15 h 35               | Course Endurance - Manche 1      | 20 min 17 s 070 | 13    | +10 s 008 | 3e    |
| 6 avr      | 16 h 01               | Course Endurance - Manche 2      | 20 min 24 s 809 | 13    | -         | 1er   |
| 6 avr      | -                     | Course Endurance - Total         | 50 min 41 s 879 | 26    | -         | 1er   |
| Sources, : |                       |                                  |                 |       |           |       |

### Magny-Cours 2015

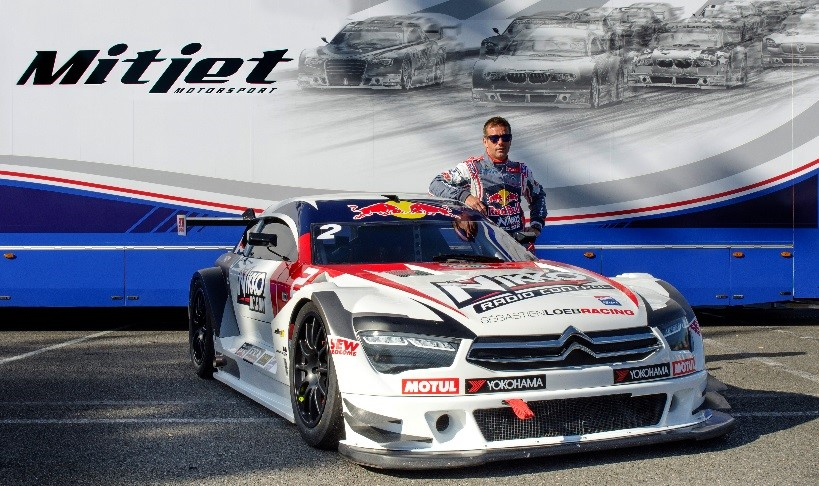
Victime d'un problème de pression d'essence puis de deux accrochages alors qu'il occupait la première place, Sébastien Loeb repart du meeting de Supertourisme de Magny-Cours avec un bilan en demi-teinte.

Cinq mois après avoir disputé la manche d'ouverture du nouveau Championnat de France de Supertourisme, Sébastien Loeb renouvelle son engagement dans la discipline en participant au sixième meeting de la saison, organisé le dernier week-end d'août 2015 sur le circuit de Nevers Magny-Cours dans le cadre du GT Tour,.
Au volant d'une des voitures exploitées par son écurie, il se classe quatrième de la première séance d'essais, à environ huit dixièmes de la meilleure marque établie par le leader du championnat Yann Ehrlacher, avant de signer le chrono de référence dans la deuxième session. Le jeune pilote alsacien du Yvan Muller Racing enlève les deux pole positions du meeting lors des qualifications organisées quelques heures plus tard, Loeb terminant quant à lui respectivement en troisième puis en deuxième position, réduisant progressivement l'écart consenti au fur et à mesure du roulage accumulé.
Le coup d'envoi de la première manche d'endurance est donné le samedi matin. Troisième sur la grille, Loeb parvient à conserver son rang lors du départ lancé, derrière Ehrlacher et Ronald Basso, et entreprend plusieurs manœuvres de dépassement sur son prédécesseur direct. Le trio de tête commence progressivement à s'échapper lorsqu'un accrochage entre Antoine Jung et Jean-Baptiste Émeric provoque la sortie du Safety Car au deuxième tour. La course est réinitialisée à cinq minutes de son terme. Loeb maintient sa position et porte aussitôt une attaque sur Basso, parvenant à réaliser l'intérieur dans la courbe du Nürburgring avant que son adversaire ne recroise dans le virage suivant. Il franchira la ligne d'arrivée en troisième position deux tours plus tard sans parvenir à trouver une nouvelle ouverture.
De nouveau troisième au départ de la deuxième manche d'endurance, l'Alsacien tente de prendre le dessus sur Ronald Basso dès le premier virage. Ses multiples tentatives aboutissent avant la fin du premier tour lorsqu'il réalise l'intérieur sur son adversaire dans la courbe d'Imola pour le gain de la seconde place. Auteur du meilleur tour en course, il réduit progressivement l'écart le séparant du leader Yann Ehrlacher avant d'être victime d'un problème de pression d'essence qui le contraint à l'abandon.
Le nonuple champion du monde s'élance de la deuxième place sur la grille de la première course Sprint, organisée le lendemain. Il opte pour l'extérieur du premier virage et parvient à conserver son rang avant de porter plusieurs attaques sur Ehrlacher, parti en pole. Après plusieurs tentatives, il trouve finalement l'ouverture lors du neuvième tour en réalisant l'intérieur à l'épingle du Châteaux d'Eau. Essayant aussitôt de recroiser après avoir perdu la tête, le jeune alsacien du Yvan Muller Racing percute son aîné à l'arrière droit, provoquant l'enfoncement de l'aile de Loeb puis son abandon quelques centaines de mètres plus loin en raison du frottement de la carrosserie contre son pneu. Ehrlacher sera finalement sanctionné de trente secondes de pénalité pour sa responsabilité dans l'accrochage et déclassé en treizième position après l'arrivée.
La deuxième manche Sprint clôt le meeting de Magny-Cours du GT Tour. Parti en troisième position de la grille de départ, Loeb réalise aussitôt l'intérieur sur Ronald Basso dans l'épingle d'Adélaïde pour le gain de la seconde place, puis se hisse en tête en réitérant la même attaque sur le leader Yann Ehrlacher au tour suivant. Il s'échappe progressivement du reste du peloton avant d'être rejoint à la mi-course par Gaël Castelli. Le lauréat de la Porsche Carrera Cup France 2013 est alors sous le coup d'un passage aux stands obligatoire en raison d'un accrochage avec Basso survenu quelques tours plus tôt. Il réalise l'intérieur sur l'Alsacien au niveau d'Adélaïde avant que ce dernier ne recroise la trajectoire, puis entreprend une nouvelle attaque dans l'épingle du Châteaux d'Eau quelques centaines de mètres plus loin. Heurté par l'arrière dans la manœuvre, Loeb part en tête-à-queue et perd le leadership au profit d'Ehrlacher qui tire profit de l'incident. Castelli se voit alors présenter le drapeau noir, synonyme de disqualification, pour conduite anti-sportive et non-respect du Drive Through, permettant ainsi au nonuple champion du monde de récupérer la deuxième place à l'arrivée.
| N°         | Équipe                | Équipe                           |                 |       |          |       |
| ---------- | --------------------- | -------------------------------- | --------------- | ----- | -------- | ----- |
| 2          | Sébastien Loeb Racing | Sébastien Loeb Racing            |                 |       |          |       |
| Date       | Heure                 | Phase                            | Temps           | Tours | Écart    | Clas. |
| 28 aoû     | 11 h 25               | Essais Privés 1                  | 1 min 47 s 790  | 14    | +0 s 753 | 4e    |
| 28 aoû     | 15 h 25               | Essais Privés 2                  | 1 min 47 s 051  | 12    | -        | 1er   |
| 28 aoû     | 19 h 25               | Essais Qualificatifs - Pilotes A | 1 min 46 s 045  | 6     | +0 s 456 | 3e    |
| 28 aoû     | 19 h 43               | Essais Qualificatifs - Pilotes B | 1 min 45 s 933  | 4     | +0 s 279 | 2e    |
| 29 aoû     | 11 h 00               | Course Endurance - Manche 1      | 19 min 41 s 199 | 9     | +1 s 141 | 3e    |
| 29 aoû     | 15 h 37               | Course Endurance - Manche 2      | 7 min 10 s 166  | 4     | +6 Tours | Ab.   |
| 30 aoû     | 10 h 40               | Course Sprint 1 - Pilotes B      | 16 min 04 s 940 | 9     | +3 Tours | 23e   |
| 30 aoû     | 17 h 25               | Course Sprint 2 - Pilotes A      | 21 min 40 s 926 | 12    | +2 s 830 | 2e    |
| Sources, : |                       |                                  |                 |       |          |       |

## Porsche Mobil 1 Supercup
Le 7 juillet 2015, Sébastien Loeb annonce sa participation à la sixième manche de la saison de Porsche Supercup, disputée sur le circuit de Spa-Francorchamps en lever de rideau du Grand Prix de Belgique de Formule 1. Deux ans après avoir fait ses débuts dans la discipline dans le cadre de son programme de reconversion sur circuit, l'Alsacien aborde ce nouvel engagement au volant d'une des Porsche 991 GT3 Cup exploitées par le SLR aux côtés de Roar Lindland, pilote norvégien spécialiste de la compétition mono-marque et évoluant au sein de la structure de Soultz-sous-Forêts : « J’ai de plus en plus de vécu sur circuit, mais il reste inférieur à mes adversaires en WTCC. C’était valable en rallye, ça l’est encore plus sur circuit, et ça le reste d’une manière générale en sports mécaniques : on apprend toujours ! Cette course en Supercup est donc une nouvelle occasion de prendre de l’expérience, de découvrir de nouvelles choses, parfois sur des détails. Je sais qu’on ne me fera pas de cadeau dans le peloton et c’est ce qui est intéressant. Je suis heureux de pouvoir le faire avec le Sébastien Loeb Racing. J’ai trop rarement l’occasion de courir pour le team et je sais que ça va être un plaisir de retrouver toute l’équipe et de courir avec Roar, qui possède une solide connaissance de la discipline. ». Un mois plus tard, l'écurie alsacienne annonce l'engagement d'une troisième voiture sur le meeting à destination de Joffrey De Narda, autre pilote évoluant en son sein.
Après six semaines de vacances passées en dehors des circuits, Loeb réintègre le baquet d'une Porsche 911 GT3 pour la première fois depuis novembre 2013 et entame son week-end de compétition par les essais libres du vendredi. Il se classe vingtième de la séance sur un total de trente-quatre concurrents, à plus de deux secondes du temps de référence établi par le leader du championnat Philipp Eng. Il conserve la même position lors de la première partie des qualifications organisées le lendemain puis rétrograde à la vingt-troisième place pour son second run, concédant un écart identique sur le meilleur chrono : « J’ai manqué de temps pour reprendre mes repères dans un championnat où tout le monde est très affûté, et sur un circuit parmi les plus difficiles. Mes qualifications n’ont pas été extraordinaires et elles ont conditionné le reste du meeting. ».
Vingtième sur la grille de départ de la première course, l'Alsacien parvient à prendre le dessus sur Jonathan Summerton lors de la phase d'accélération puis se déporte pour plonger à l'intérieur du premier virage, évitant un accrochage survenu entre Connor De Phillippi et Philipp Frommenwiler. Désormais quinzième, il se porte au contact de son prédécesseur direct Robert Lukas et entreprend plusieurs attaques. Auteur de la pole et leader de la course, Michael Ammermüller est alors victime d'un accident à l'entame du troisième tour en raison d'un problème mécanique et provoque la sortie du Safety Car. Loeb se hisse en treizième position peu après la réinitialisation en trouvant l'ouverture sur Lukas puis poursuit sur un rythme offensif en effectuant plusieurs tentatives de dépassement sur Jaap Van Lagen, l'un de ses adversaires réguliers du championnat WTCC. Il franchit la ligne d'arrivée sans être parvenu à se défaire du pilote hollandais : « La première course a été plutôt bonne, je suis bien remonté, de la vingtième à la treizième place, avec de beaux dépassements et un bon rythme. C’était intéressant de se battre en peloton. ». Un problème d'embrayage l'immobilise au départ de la deuxième course, disputée le dimanche matin, et le contraint aussitôt à l'abandon : « La deuxième course s’est arrêtée prématurément, à cause de l’embrayage. Je retiens le bon travail du team qui a su améliorer la performance de la voiture tout au long du meeting. »,.
| N°         | Équipe                | Équipe                | Voiture             | Voiture             | Voiture             | Voiture             |
| ---------- | --------------------- | --------------------- | ------------------- | ------------------- | ------------------- | ------------------- |
| 51         | Sébastien Loeb Racing | Sébastien Loeb Racing | Porsche 991 GT3 Cup | Porsche 991 GT3 Cup | Porsche 991 GT3 Cup | Porsche 991 GT3 Cup |
| Date       | Heure                 | Phase                 | Temps               | Tours               | Écart               | Clas.               |
| 21 aoû     | 17 h 50               | Essais Libres         | 2 min 27 s 130      | 15                  | +2 s 339            | 20e                 |
| 22 aoû     | 12 h 25               | Qualifications 1      | 2 min 25 s 341      | 11                  | +2 s 128            | 20e                 |
| 22 aoû     | 12 h 25               | Qualifications 2      | 2 min 25 s 860      | 11                  | +2 s 480            | 23e                 |
| 22 aoû     | 18 h 20               | Course 1              | 29 min 03 s 998     | 11                  | +9 s 016            | 13e                 |
| 23 aoû     | 11 h 45               | Course 2              | Pas de temps        | 0                   | -                   | Ab.                 |
| Sources, : |                       |                       |                     |                     |                     |                     |

## 16eRallye OiLibya du Maroc
Sébastien Loeb fait ses premiers pas en rallye-raid les 15 et 16 juin 2015 dans le cadre d'une séance d'essais organisée au Maroc par Peugeot Sport, six mois après le retour en demi-teinte du constructeur français au Dakar. L'expérience fut rendue possible par le désistement de Carlos Sainz, victime d'une déchirure du tendon d'Achille quelques jours plus tôt. Épaulé par Lucas Cruz, copilote attitré du double champion du monde espagnol, l'Alsacien découvre le pilotage du Peugeot 2008 DKR sous les conseils des deux autres pilotes titulaires du constructeur, Stéphane Peterhansel et Cyril Despres, poursuivant ainsi deux ans après Pikes Peak sa collaboration avec la marque au Lion : « J'ai couvert près de 1 000 km en deux jours et découvert un univers totalement inconnu. C'est vraiment différent de ce que j'ai fait jusqu'ici. Par rapport à toutes les voitures que j'ai pilotées, on est moins collé au fond du baquet mais on passe partout et à une vitesse étonnante. Avoir si peu de notes est nouveau pour moi. On n'énonce que les directions à prendre et les dangers. Il faut vraiment piloter à vue. Il y a parfois plusieurs kilomètres entre deux notes alors que je suis habitué à en avoir presque tous les mètres, il faut vraiment s'habituer. »,,,,,. Il renouvelle l'expérience le 16 septembre 2015 avec son copilote de toujours Daniel Elena lors d'une deuxième séance d'essais, toujours dans les environs de Merzouga, visant à tester le nouveau châssis 2016 du buggy de Peugeot,.
Le 29 septembre 2015, la marque au Lion annonce officiellement dans la presse et par le biais d'une vidéo promotionnelle sponsorisée par Red Bull le recrutement de Loeb au sein de son programme sportif en rallye-raid avec une participation de l'Alsacien au Dakar 2016 en ligne de mire : « Le Dakar est très différent du type de courses auxquelles je me consacre en ce moment. Ce sera très long, plus de deux semaines, et il me faudra de l'endurance pour gérer la voiture sur une telle distance. C'est une autre approche de la course. Je vais découvrir tout ça en janvier. Ce qui m'a le plus marqué est de réaliser à quel point piloter la voiture du Dakar est une expérience complètement nouvelle. En WRC, j'ai eu l'habitude de contourner les obstacles mais, avec cette voiture, vous pouvez foncer dessus ! Bien sûr, être suffisamment en confiance pour attaquer de cette manière demande un petit temps d'adaptation ! ». La préparation de ce nouveau challenge se concrétise par l'engagement, du 3 au 9 octobre 2015, du nonuple champion du monde et de Daniel Elena dans le rallye du Maroc, pénultième manche de la Coupe du monde des rallyes tout-terrain 2015. Un second buggy 2008 DKR, basé sur la dernière évolution du châssis jusqu'alors jamais testée en compétition, est également affecté à Carlos Sainz et Lucas Cruz sur cette même épreuve,,,.
Parti sur un rythme soutenu mais contrôlé dans la première étape, Loeb se retrouve rapidement gêné par la poussière soulevée par son ancien rival du championnat WRC Mikko Hirvonen, victime d'une crevaison quelques minutes plus tôt. Il est cinquième à l'approche du trois-centième kilomètre lorsque le turbo de son buggy rend l'âme et le contraint à s'arrêter en pleine spéciale. Remorqué par le camion numéro 471 de la structure belge RTS composée de Steven Rotsaert, Dirk Dendooven et Joeri Wim Christiaen, il rejoint l'arrivée avec plus de trois heures de retard sur le leader Yazeed Al-Rajhi : « C’est dommage car on avait bien roulé. On était dans le rythme, sans prendre de risque. On voulait partir dans une meilleure position demain mardi. On a découvert pas mal de choses. Mais voilà, c’est la mécanique! J’espère qu’on va pouvoir continuer car on est là pour apprendre en vue du Dakar. »,. Relégué en fond de classement après avoir écopé d'une pénalité insurmontable, il reprend la route le lendemain et signe le sixième temps de la deuxième étape à environ dix minutes de son coéquipier Carlos Sainz, auteur du scratch et désormais en tête de l'épreuve,. L'Alsacien abandonne trois heures supplémentaires dès l'entame de la troisième journée après avoir enlisé sa voiture sur le flanc au moment de franchir une dune. Parvenu à se dégager, il est finalement victime de plusieurs tonneaux peu avant l'arrivée de la spéciale et doit une nouvelle fois faire appel à l'assistance,. Les mécaniciens de la marque au Lion parviennent à réparer les dégâts occasionnés dans le temps imparti, permettant ainsi à Loeb de poursuivre la compétition. Il accroche la troisième place de la quatrième étape en dépit d'une crevaison lente et d'un ordre de passage désavantageux tandis que Sainz se retrouve contraint à l'abandon, victime d'un problème mécanique : « Suite à ce qui nous est arrivé hier, nous sommes partis dix-huitièmes sur la piste, il nous a donc fallu doubler toutes les voitures moins rapides. Nous avons eu beaucoup de poussière au début. Nous avons alors perdu beaucoup de temps avant de bénéficier d’une piste plutôt claire. Nous avons bien roulé. Puis, nous avons traîné une crevaison lente sur plus de cent kilomètres, mais avec le télé gonflage, nous avons pu la compenser. Nous sommes donc arrivés au bout sans changer la roue. Si on enlève tout ça, je pense qu'on arrive devant, donc c'est plutôt bon signe. »,,. Il concède plusieurs minutes lors de la dernière journée de course en raison d'une erreur de navigation puis d'une crevaison, et se contente du treizième temps de l'étape au moment de rallier l'arrivée. Les multiples pénalités reçues en conséquence de ses deux remorquages le maintiennent quant à elles dans le fond du classement général final : « En pilotage, il n’y a pas de problème, on a été dans le rythme. Il faut s’habituer à regarder loin devant pour ne pas se faire surprendre. Il faut en revanche qu’on arrive à prendre le bon chemin et qu’on ne fasse pas de boulettes. L’expérience ne s’invente pas. On était là pour apprendre. On a encore pas mal de choses à affiner. C’est vraiment une autre discipline. Il y a encore du boulot. C’est moins intense qu’en WRC, mais ça demande beaucoup de concentration. Tu n’as pas le droit à l’erreur, il faut être bon tout le temps. »,.
| Catégorie  | N°    | Équipe             | Équipe             | Équipe             | Voiture          | Voiture          | Voiture          | Copilote        | Copilote     | Copilote     |
| ---------- | ----- | ------------------ | ------------------ | ------------------ | ---------------- | ---------------- | ---------------- | --------------- | ------------ | ------------ |
| T1.4       | 312   | Team Peugeot Total | Team Peugeot Total | Team Peugeot Total | Peugeot 2008 DKR | Peugeot 2008 DKR | Peugeot 2008 DKR | Daniel Elena    | Daniel Elena | Daniel Elena |
| Étape      | Jour  | Nom                | Liaison            | Spéciale           | Distance         | Clas. Spé. Cat.  | Clas. Spé.       | Temps           | Clas. Cat.   | Clas.        |
| Étape 1    | 5 oct | Boucle de Zagora   | 133 km             | 330 km             | 463 km           | Remorquage       | Remorquage       | Remorquage      | 40e          | 54e          |
| Étape 2    | 6 oct | Boucle du Drâa     | 141 km             | 224 km             | 365 km           | 6e               | 6e               | 2 h 24 min 18 s | 41e          | 53e          |
| Étape 3    | 7 oct | Boucle de M'Hamid  | 196 km             | 274 km             | 470 km           | Remorquage       | Remorquage       | Remorquage      | 41e          | 53e          |
| Étape 4    | 8 oct | Zagora - Agadir    | 348 km             | 293 km             | 641 km           | 3e               | 3e               | 2 h 35 min 46 s | 38e          | 50e          |
| Étape 5    | 9 oct | Boucle d'Agadir    | 79 km              | 237 km             | 316 km           | 13e              | 13e              | 3 h 21 min 49 s | 35e          | 44e          |
| Sources, : |       |                    |                    |                    |                  |                  |                  |                 |              |              |